# Val-d'Izé
Val-d'Izé (parfois dénommée Le Val-d'Izé)  est une commune française située dans le département d'Ille-et-Vilaine en région Bretagne, peuplée de 2 601 habitants (les Izéens).

## Géographie

### Situation

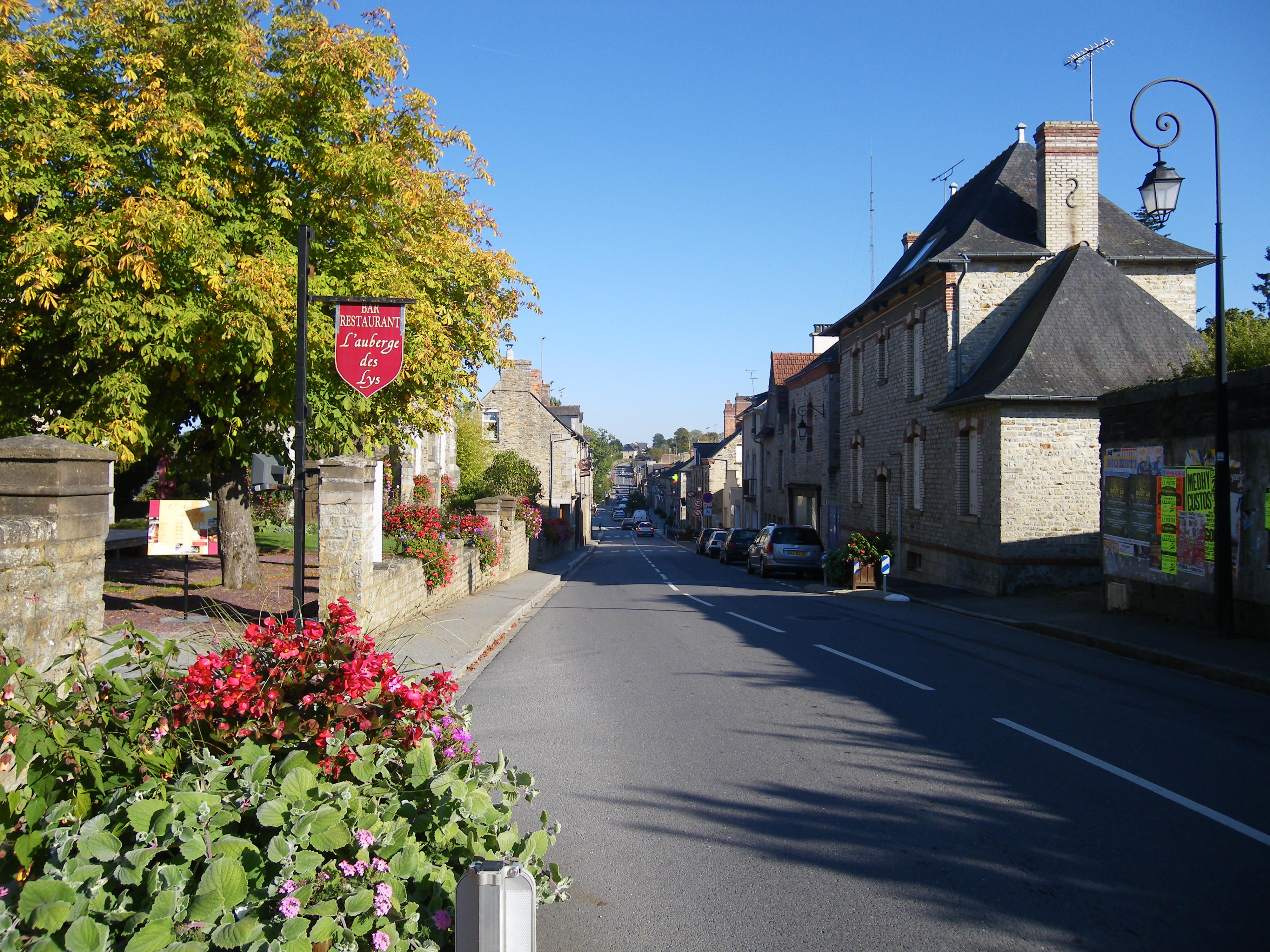
Rue de l'église.

Val-d'Izé se situe à environ 35 km à l'est de Rennes (par la route nationale 157), à 25 km de Fougères, à 12 km de Saint-Aubin-du-Cormier (autoroute A84) et à proximité (environ 7 km) de Vitré. Elle fait partie du pays des Portes de Bretagne (département d'Ille-et-Vilaine) et du canton de Vitré-Ouest. La ville est traversée par trois routes départementales, avec comme axe principal la RD 794 (ancienne route nationale 794) reliant Vitré à Dinan et deux axes secondaires, la RD 528 reliant Dourdain vers Saint-Christophe-des-Bois et la RD 105 reliant Marpiré vers Mecé. On peut signaler aussi le passage de la RD 179 (ancienne route nationale 178) sur la partie est de la commune, reliant Vitré à Fougères.
Val-d'Izé possède un territoire très vaste, puisqu'il s'étend sur 4 379 hectares et fait donc partie des communes agricoles les plus étendues du département d'Ille-et-Vilaine. Sa population actuelle est d'environ 2 500 habitants. Trois ruisseaux parcourent son territoire, la Veuvre, le Cornillé et le Palet et environ 400 hectares sont couverts par les bois de Beaufeu, des Pruniers et de Cornillé.

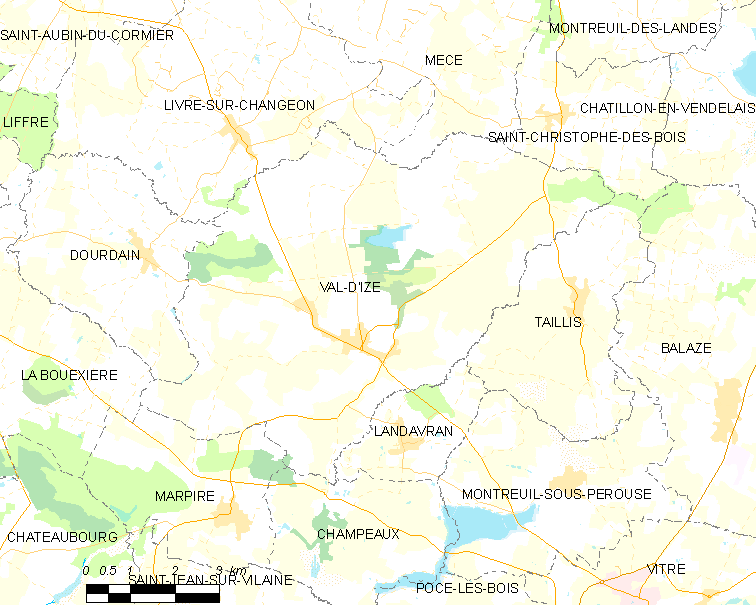
Carte de Val-d'Izé.

### Transports
Depuis le 1er avril 2014, certaines communes de Vitré Communauté sont desservies par les bus :
- Ligne 2 : Marpiré <> Champeaux <> Landavran <> Val-d'Izé depuis Vitré (Gare).

### Hydrographie
Pour un article plus général, voir Réseau hydrographique d'Ille-et-Vilaine.
La commune est située dans le bassin Loire-Bretagne. Elle est drainée par la Veuvre, le ruisseau de Sérigné, la Barbotais, le Palet, l'Étang et le ruisseau de la Fontaine de la cibonnière,,.
La Veuvre, d'une longueur de 43 km, prend sa source dans la commune de Saint-Christophe-des-Bois et se jette  dans la Vilaine à Noyal-sur-Vilaine, après avoir traversé neuf communes.
La Barbotais, d'une longueur de 13 km, prend sa source dans la commune  et se jette  dans la Veuvre à La Bouëxière, après avoir traversé trois communes.
Le Palet, d'une longueur de 16 km, prend sa source dans la commune de Taillis et se jette  dans la Cantache à Pocé-les-Bois, après avoir traversé six communes.

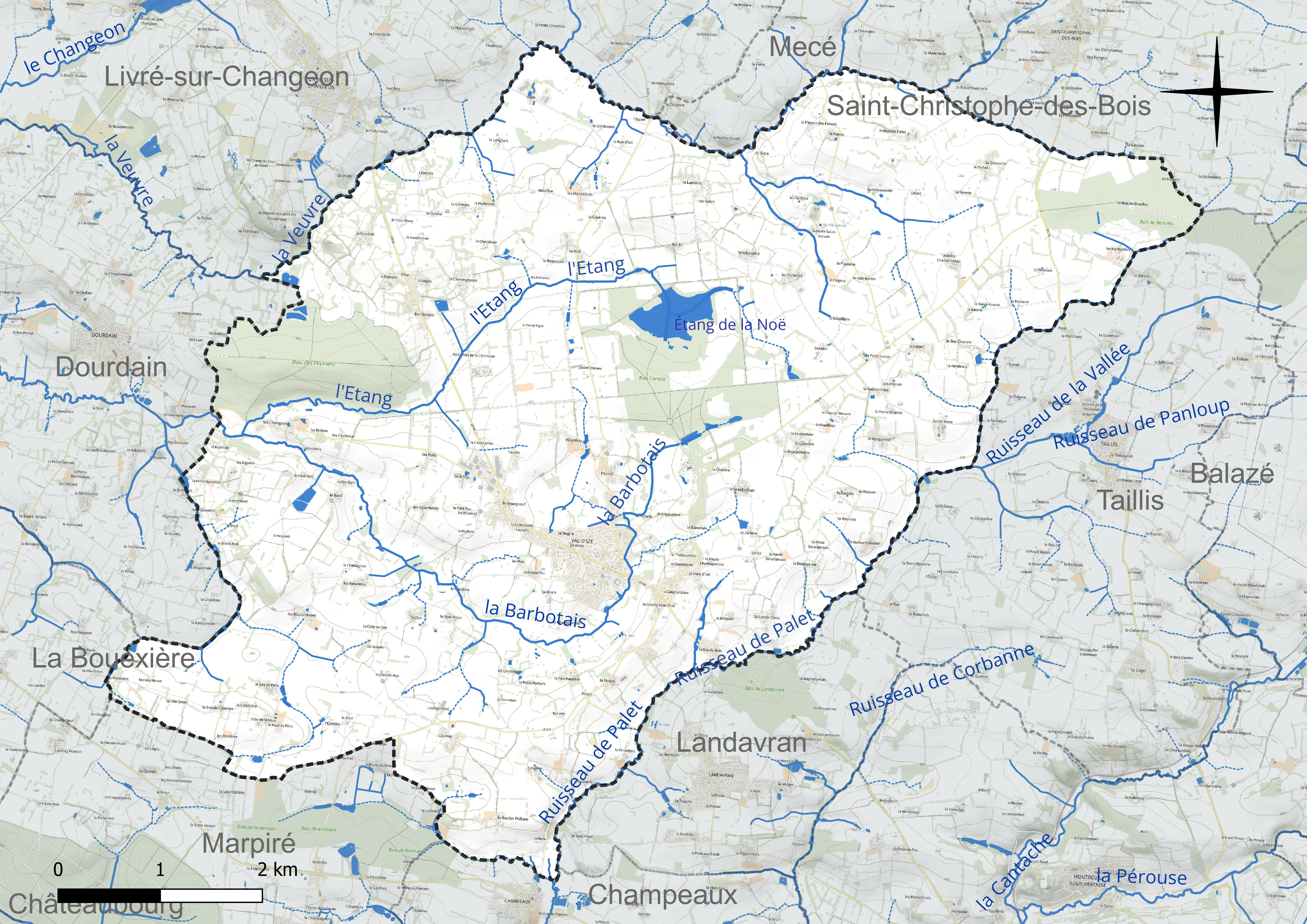
Réseau hydrographique de Val-d'Izé.

Un plan d'eau complète le réseau hydrographique : l'étang de la Noë (24,31 ha),.

### Climat
Pour des articles plus généraux, voir Climat de la Bretagne et Climat d'Ille-et-Vilaine.
En 2010, le climat de la commune est de type climat océanique franc, selon une étude du CNRS s'appuyant sur une série de données couvrant la période 1971-2000. En 2020, Météo-France publie une typologie des climats de la France métropolitaine dans laquelle la commune est exposée à un climat océanique et est dans la région climatique Bretagne orientale et méridionale, Pays nantais, Vendée, caractérisée par une faible pluviométrie en été et une bonne insolation. Parallèlement l'observatoire de l'environnement en Bretagne publie en 2020 un zonage climatique de la région Bretagne, s'appuyant sur des données de Météo-France de 2009. La commune est, selon ce zonage, dans la zone « Sud Est », avec des étés relativement chauds et ensoleillés.
Pour la période 1971-2000, la température annuelle moyenne est de 11,2 °C, avec une amplitude thermique annuelle de 13,3 °C. Le cumul annuel moyen de précipitations est de 815 mm, avec 13,1 jours de précipitations en janvier et 7,7 jours en juillet. Pour la période 1991-2020, la température moyenne annuelle observée sur la station météorologique la plus proche, située sur la commune de Fougères à 21 km à vol d'oiseau, est de 11,9 °C et le cumul annuel moyen de précipitations est de 939,1 mm,. Pour l'avenir, les paramètres climatiques de la commune estimés pour 2050 selon différents scénarios d'émission de gaz à effet de serre sont consultables sur un site dédié publié par Météo-France en novembre 2022.

### Communes limitrophes
Les communes limitrophes de Val-d'Izé sont, en commençant par le nord et en suivant le sens des aiguilles d'une montre : Livré-sur-Changeon, Mecé, Saint-Christophe-des-Bois, Taillis, Landavran, Champeaux, Marpiré, La Bouëxière et Dourdain.

### Principaux lieux-dits et hameaux

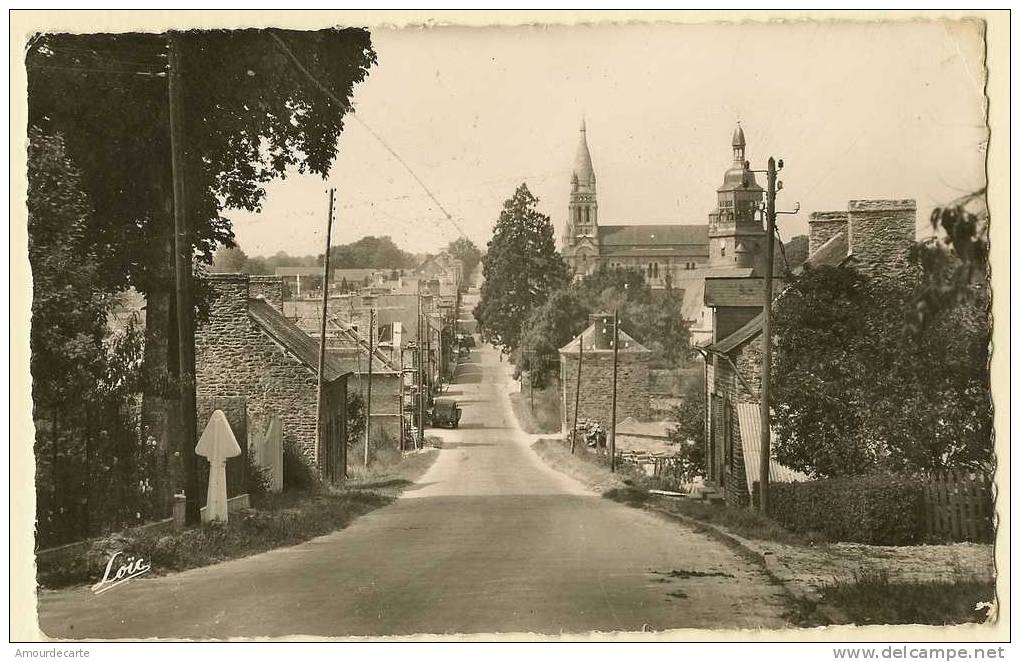
Entrée bourg Sud.

- Route de Vitré : le Bas du Bois, le Brossais, la Lande Close.
- Route de Saint-Christophe-des-Bois : Villebenêtre, forteries, Petite Lande, le Plessis des Fossés, le Rocher Palet, Liboré, le Bas Chemin, la Grosserie.
- Route de Mecé : Villanfray, Saint-Étienne, les Noës, les Ménétières.
- Route de Livré-sur-Changeon : le Bourgneuf, Bon Secours, la Froctais, la Cendrie.
- Route de Dourdain : les Villechères, le Roti, le Baril, les Changeons.
- Route des Boularderies : le Peu, le Bois Roux, la Hatonnais, les Boularderies, Villedemeaux.
- Route de Marpiré : la Mesrie, les Fauchardières, la Cette, le Rocher Poîlane, Launay.

## Urbanisme

### Typologie
Au 1er janvier 2024, Val-d'Izé est catégorisée bourg rural, selon la nouvelle grille communale de densité à sept niveaux définie par l'Insee en 2022.
Elle est située hors unité urbaine. Par ailleurs la commune fait partie de l'aire d'attraction de Vitré, dont elle est une commune de la couronne,. Cette aire, qui regroupe 30 communes, est catégorisée dans les aires de 50 000 à moins de 200 000 habitants,.

### Occupation des sols
L'occupation des sols de la commune, telle qu'elle ressort de la base de données européenne d'occupation biophysique des sols Corine Land Cover (CLC), est marquée par l'importance des territoires agricoles (88,4 % en 2018), une proportion sensiblement équivalente à celle de 1990 (88,9 %). La répartition détaillée en 2018 est la suivante : 
terres arables (41,8 %), prairies (36,1 %), zones agricoles hétérogènes (10,4 %), forêts (8,3 %), zones urbanisées (2,2 %), milieux à végétation arbustive et/ou herbacée (0,6 %), eaux continentales (0,6 %). L'évolution de l'occupation des sols de la commune et de ses infrastructures peut être observée sur les différentes représentations cartographiques du territoire : la carte de Cassini (XVIIIe siècle), la carte d'état-major (1820-1866) et les cartes ou photos aériennes de l'IGN pour la période actuelle (1950 à aujourd'hui).

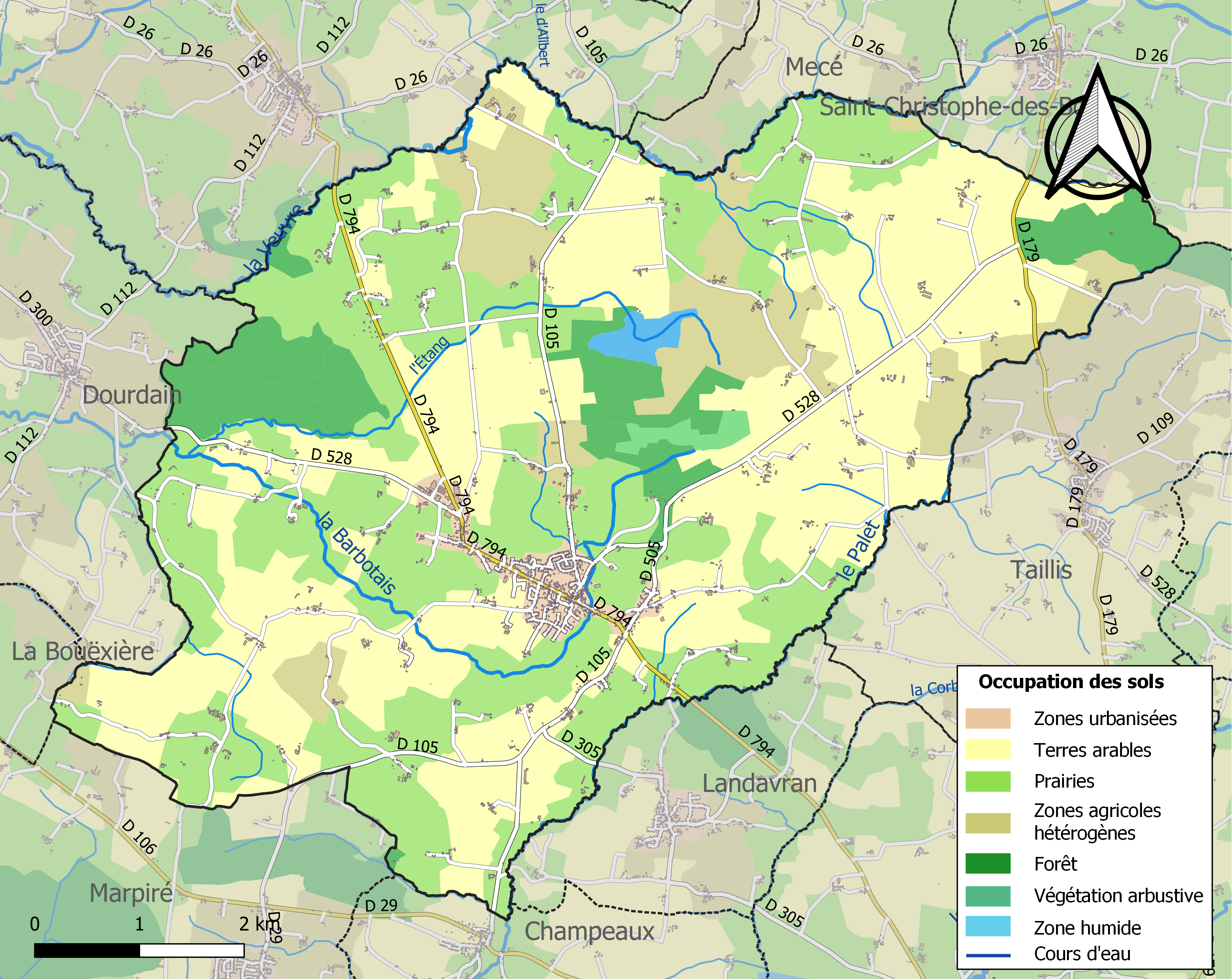
Carte des infrastructures et de l'occupation des sols de la commune en 2018 (CLC).

## Toponymie
Le nom de la localité est attesté sous les formes parochia de Isei en 1086, Yseium en 1122, Yseyum en 1516[réf. nécessaire].
A. Marteville et P. Varin, continuateurs d'Ogée, indiquent qu'un document datant de 1088 dit (en latin) :« In parocchia de Izei, juxta Liwri (Livré-sur-Changeon), non longe a flavio qui dicitur Vozoura  (la Veuvre) ».
Il s'agit d'un type toponymique gaulois ou gallo-roman en -(i)acum, suffixe gaulois locatif à l'origine et pouvant aussi marquer la propriété. Son évolution phonétique à l'ouest a abouti à la terminaison -é en général. Le premier élément Is- représente le nom de personne gaulois Itios ou son équivalent gallo-romain Itius, d'où le sens global de propriété d'Itius ou Itios.
Son nom est Izë en gallo, langue locale, prononcé [izə]. La forme proposée par l'Office public de la langue bretonne est Nant-Izeg en breton, bien que Val-d'Izé se situe hors de la zone d'expansion maximale de pratique traditionnelle du breton. Sur le plan linguistique, la langue utilisée traditionnellement a toujours été le gallo et on n'y a jamais parlé le breton. La toponymie de la région ainsi que les nombreux villages et hameaux, témoignent de la diffusion ancienne de la langue romane. Les communes ayant une terminaison en -é (du gaulois -acon), ainsi que les villages dont le nom se terminent par -ais, -rie ou encore -ière, en portent également témoignage.
Le Val-d'Izé, appelé encore Izé jusqu'en 1908 (la commune modifia son nom pour éviter la confusion avec la commune d'Izé, située en Mayenne), recevait parfois le nom de Saint-Étienne-des-Eaux, à cause du marais qui l'avoisine.

## Histoire

### Moyen Âge
Le Val-d'Izé était paroisse dès le XIe siècle, son église appartenait à l'abbaye Saint-Florent de Saumur, qui y fonda un prieuré. La paroisse de Val d'Izé dépendait autrefois de l'ancien évêché de Rennes. L'ancien prieuré Saint-Étienne d'Izé existait dès le XIe siècle, les papes Calixte II en 1122, Innocent II en 1142 et Urbain III en 1186, confirmèrent successivement l'abbaye de Saint-Florent dans la possession de l'église d'Izé (Val-d'Izé) et de ses deux chapelles de Saint-Martin et de Notre-Dame-de-la-Moisson. Val-d'Izé renfermait également avant la Révolution la trève de Landavran (érigée en paroisse en 1826).
En 1229, le manoir du Bois-d'Izé appartenait à Geoffroy de Cornillé et son nom fut transformé en Bois-Cornillet.

### Époque moderne
En 1589, des habitants de 53 paroisses de la baronnie de Vitré participèrent, au côté des troupes du duc de Mercœur, au siège de Vitré, alors une place-forte calviniste. Des troupes dirigées par Jean de Beaumanoir de Lavardin, un huguenot d'origine mancelle, au service du roi Henri III, venant du château de Gazon [en Pocé-les-Bois] « gaigna la lande d'Izay [Izé] avec beaucoup de peine, y ayant des barrières et des embuscades des paysans du pays à toutes les avenues et sorties, lesdits paysans armés d'harquebuzes, javelots, hallebardes, etc. ». Il parvint quand même, avec ses troupes, à gagner la lande de Chevré et de parvenir à gagner Rennes.
En 1591, pendant les Guerres de la Ligue, « Champeaux, Châtillon, Izé [Val d-Izé], Étrelles, La Guerche, Domagné, Châteaugiron furent dévastés par les marches et collision [combats] des deux partis ».

#### Le château du Bois-Cornillé
Le château du Bois-Cornillé appartint en 1475 à Pierre Landais (une tour du château est encore dénommée "Tour Landais"), puis à sa fille Françoise Landais, qui épousa Arthur de l'Espervier, seigneur de Briard et de la Gascherie ; leur fils François de l'Espervier, époux d'Anne de Gouyon-Matigny, en était le propriétaire en 1513 lors de la Réformation de la noblesse de Bretagne ; leur fille apporta en mariage le Bois-Cornillé à René Bouillé, seigneur du Rocher-Mézangers, et le château passa ensuite aux mains de Louis de Chauvigné en raison de son mariage avec Claude de Bouillé. Le 1er mai 1553, le château fut vendu à Louise de Goulaine, veuve de Guy III d'Espinay (le château d'Espinay se trouve à Champeaux) ; par la suite le château fut vendu en 1623 à Richard de la Porte, marquis de Poulmic, et à nouveau vendu le 7 août 1700 à Claude Gelfrard, seigneur du Plessis. Le 24 mars 1764, il est acquis par Armand-François de Goyon et son épouse Louise de Lantivy.
Leur fils, Louis-François de Goyon, né en 1750 à Nantes, avocat général à la Chambre des Comptes à Rennes, seigneur du Bois-Cornillé, était aussi seigneur des Hurlières (en Châtillon-en-Vendelais) et de la Chapelle-Vauclerc en Landavran. Il émigra à Jersey pendant la Révolution française et décéda le 27 mars 1812 au château du Bois-Cornillé.
Le 18 avril 1832, le château fut vendu à Jacques le Cardinal, marquis de Kernier.

#### Izé à la fin duXVIIIesiècle

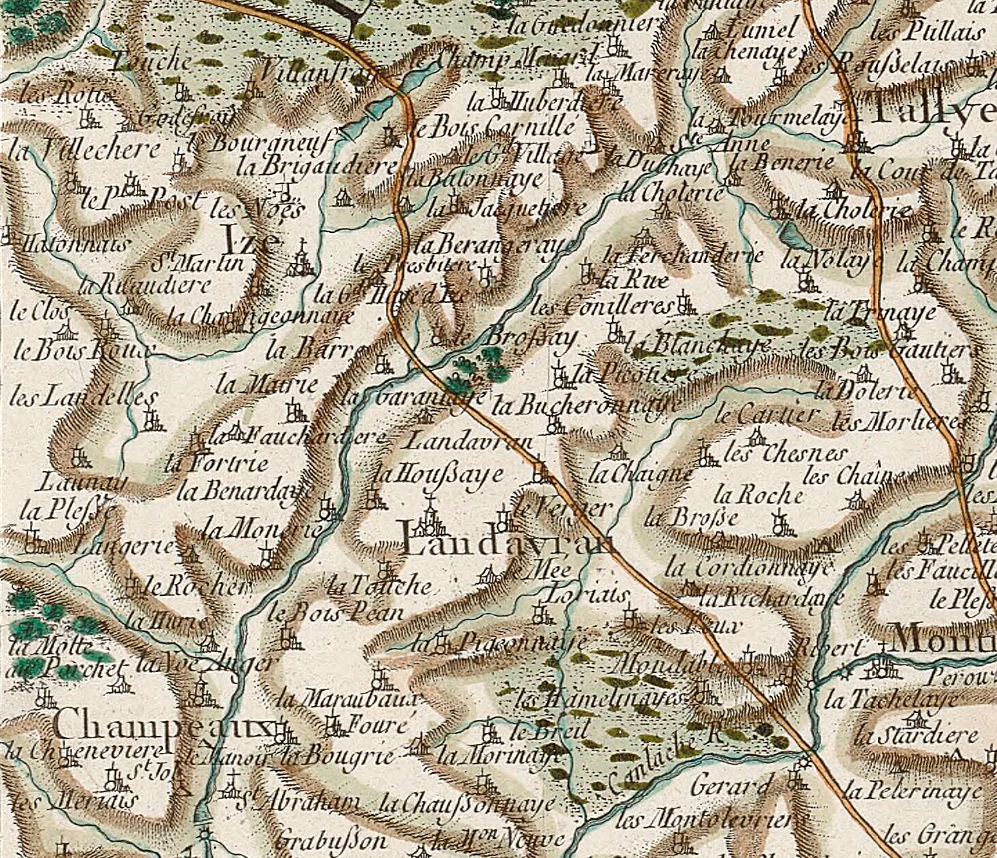
Carte de Cassini de la paroisse d'Izé et de sa trève de Landavran (1772).

Jean-Baptiste Ogée décrit ainsi Izé en 1778 : 

« Izé, à six lieues ½ à l'Est-Nord-Est de Rennes, son évêché et à deux lieues trois-quarts de Saint-Aubin-du-Cormier, sa subdélégation et son ressort. On y compte 2 000 communiants. La cure est présentée par l'abbé de Saint-Florent de Saumur, qui possède encore les chapelles de Saint-Martin et de Sainte-Marie. Deux moines de cette maison [abbaye] y faisaient encore les fonctions de curé en 1630, mais elle a été sécularisée depuis ce temps, et l'abbé n'a conservé que la présentation de la cure. La chapelle de Sainte-Marie de Landevran était aussi desservie, en 1600, par un moine de Saint-Florent ; elle est actuellement réunie au prieuré de Saint-Étienne d'Izé. (...). Ce territoire est fort étendu. Des terres maigres et sablonneuses, des ruisseaux, des vallons, quelques prairies, ds landes de sept à huit lieues de circonférence et quelques bois taillis, dont le plus grand, nommé Bois d'Oran, contient environ une lieue de périmètre : voilà à peu près ce qui se présente à la vue. Le Bois-Cornillé, haute justice, à M. Goyon des Hurlières ; le Bertry, haute justice, et la Teilley, moyenne justice, à M. de la Teilley ; Belinaye, Villepice, moyenne justice, à Melle de la Chambre. »

### La Chouannerie dans le pays de Val-d'Izé
Une compagnie chouanne exista à Izé ; elle était membre de la "colonne d'Izé", dirigée par Henri du Boishamon, qui elle-même dépendait de la division de Vitré de l'Armée catholique et royale de Rennes et de Fougères. La "colonne d'Izé" était divisée en plusieurs compagnies : la compagnie d'Izé (dont le capitaine était Legendre et les lieutenants Pierre Masson, Pierre Gendrot et Étienne Bouvy), la compagnie de Balazé, la compagnie de Montreuil-sous-Pérouse et Saint-Christophe-des-Bois, la compagnie de Champeaux et Taillis, la compagnie de Saint-Jean-sur-Vilaine, la compagnie de Princé et Montautour.
Une première escarmouche se déroula lors de l'été 1795, un petit groupe de dix-huit chouans dirigés par Joseph du Boishamon, frère de Henri, qui occupaient le bourg d'Izé furent attaqués par cinquante soldats républicains venus de Vitré. Inférieurs en nombre, les Chouans durent s'enfuir mais sans subir de perte. En revanche, les Républicains eurent deux tués et un blessé.
En octobre 1795 une troupe de 18 chouans commandés par Joseph du Boishamon fut surprise dans une ferme de la commune d'Izé par des gardes territoriaux de Dourdain et La Bouëxière au nombre d'une cinquantaine ; les Chouans firent feu pour sortir de la ferme et tuèrent deux gardes territoriaux, ce qui provoqua la fuite des autres alors qu'ils étaient bien supérieurs en nombre ; « les contingents territoriaux fournis par les paroisses de Livré, Dourdain, La Bouëxière, Mecé, Châteaubourg étaient fort mauvais pour les combats en rase campagne, mais ils surprenaient quelques royalistes isolés, se livraient à de fréquents pillages et tenaient dans de perpétuelles inquiétudes la portion de l'arrondissement de Vitré dans laquelle s'exerçait le commandement de Henri du Boishamon ».
À Izé, la lutte fut particulièrement vive contre les habitants républicains de Dourdain. Ceux-ci, ayant fortifié leur bourg, effectuèrent plusieurs descentes sur Izé. Au cours de l'une d'elles, en novembre 1795 deux Chouans d'Izé furent pris et fusillés, en représailles, les lieutenants-colonels Boishamon, Pontbriand et Pierre Rossignol rassemblèrent près de 1 000 hommes et lancèrent une offensive sur Dourdain. Les patriotes, très inférieurs en nombre, abandonnèrent rapidement l'église et le cimetière où ils s'étaient retranchés, ils opposèrent une courte résistance au château du Plessis-Pillet puis prirent la fuite.
En janvier 1796, une troupe de 800 soldats républicains commandés par le général Jean Humbert essuya des tirs près de la lande d'Izé. Les Chouans, n'étant que 150, décrochèrent rapidement. Un Chouan et quatre Républicains, dont le commandant Joré, furent tués lors de ce combat.

### LeXIXesiècle

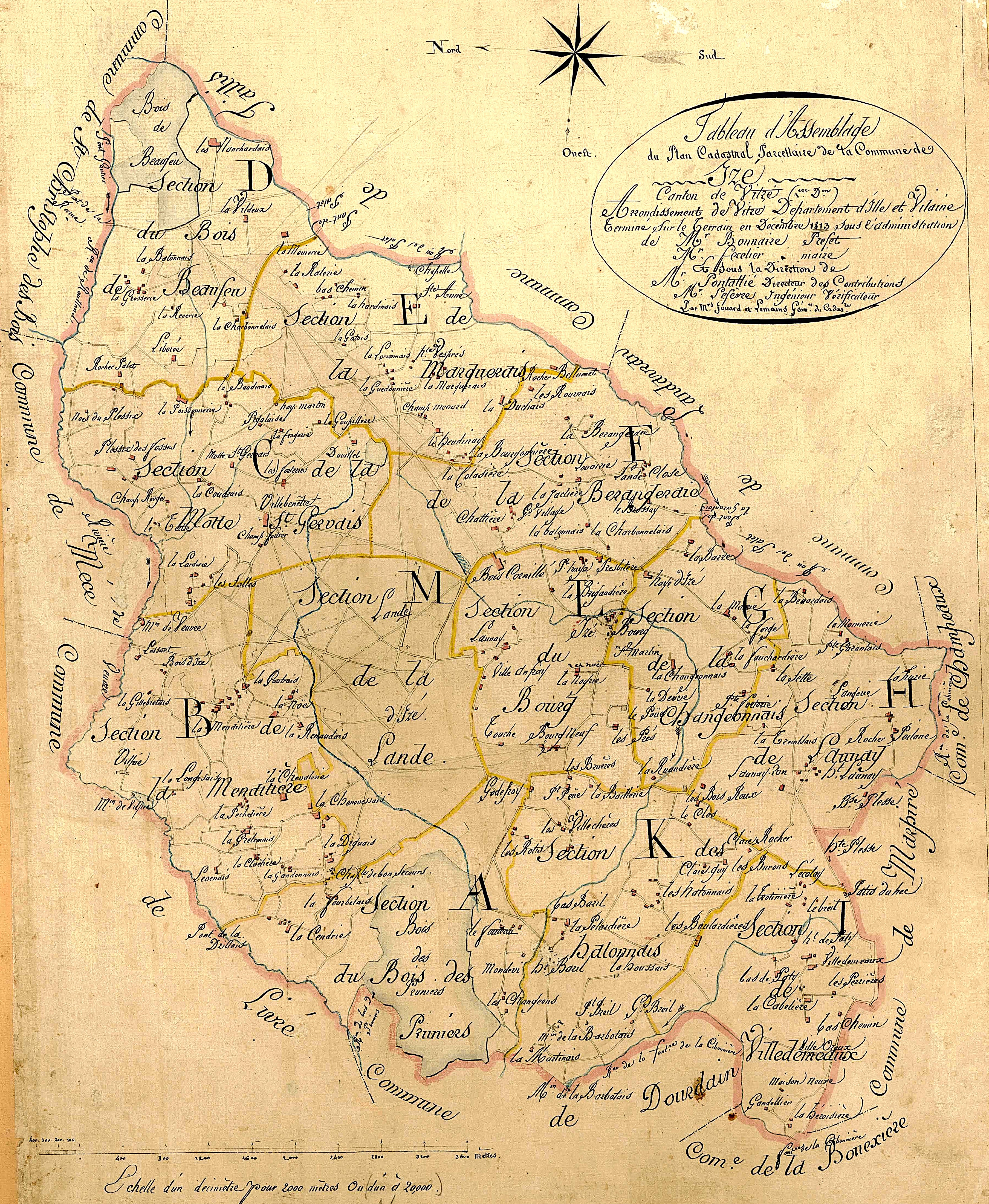
Plan cadastral de la commune d'Izé (1813, tableau d'assemblage).

#### L'insurrection légitimiste de 1832
En mai 1832, environ 800 chouans prirent les armes dans la région de Vitré, particulièrement aux environs de Parcé, Châtillon et Izé. Plusieurs détachements de la garde nationale de Vitré, du 56e de ligne et du 16e léger les affrontèrent. Le combat de Toucheneau, en date du 30 mai 1832, aurait fait 80 victimes parmi les Chouans et trois parmi la troupe selon la version officielle.

#### Le Val-d'Izé vers le milieu duXIXesiècle
A. Marteville et P;Varin, continuateurs de Jean-Baptiste Ogée, décrivent ainsi Izé (Val-d'Izé]) en 1843 :

« Izé (sous l'invocation de saint Étienne, le 3 août), commune formée par l'ancienne paroisse du même nom, aujourd'hui succursale ; chef-lieu de perception. (...) Principaux villages : la Cendrie, la Pechetière, Vilpie, la Menaitière, la Larderie, la Ville-Benètre, la Plessix des Fosses, la Grosserie, les Nanchardais, la Marguerais, la Berangeraie, Lande-Close, la Fauchardière, le Rocher-Poilane, le Haut-Launay, Villdemeaux, les Hatonnais, le Baril, les Changeons, le Fouteau, Villechères, le Bourg-Neuf, Sainte-Anne (petite chapelle). Superficie totale : 4379 hectares dont (...) terres labourables 2303 ha, prés et pâtures 592 ha, bois 288 ha, vergers et jardins 47 ha, landes et incultes 970 ha, étangs 4 ha (...). Le principal bois de cette commune est celui de Beaufeu, situé dans le nord-est, à l'extrémité de la lande dite d'Izé. Géologie : schiste argileux, quartzite au nord et à l'est ; minerai de fer qui alimente le haut fourneau de la Vallée ; calcaire de transition à Saint-Gervais. On parle le français [en fait le gallo]. »

Un livre publié en 1847 confirme qu'on exploite du minerai de fer dans la commune.

### LeXXesiècle

#### LaBelle Époque

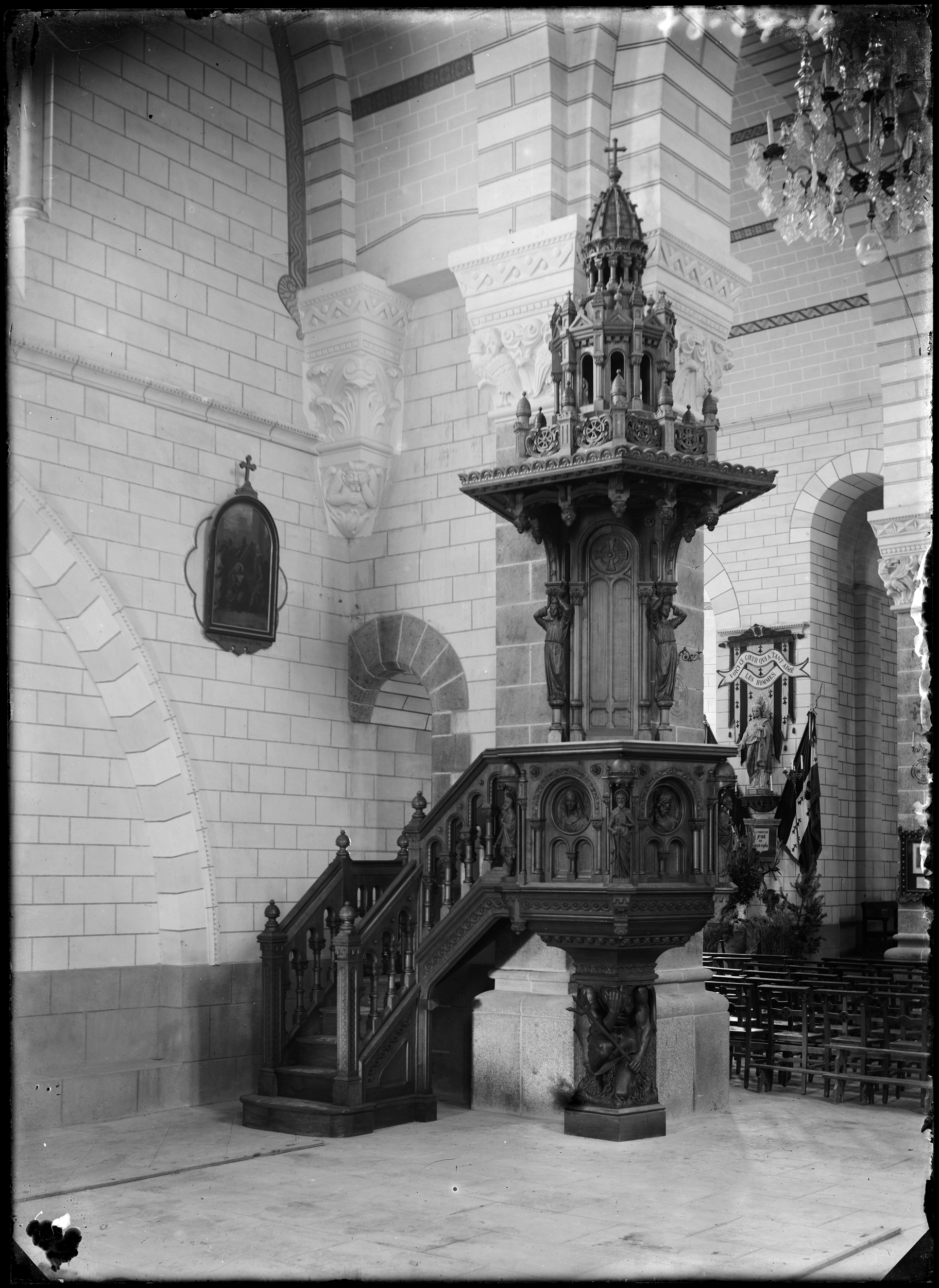
Vue de la chaire de l'église Saint-Étienne de Val-d'Izé entre 1904 et 1925

Le journal Ouest-Éclair du 9 mars 1906 écrit à propos de l'inventaire des biens d'église : « À Izé (Val-d'Izé), Torcé, Champeaux ont eu lieu des tentatives d'inventaire ; là, comme dans les autres paroisses, les agents du fisc et les gendarmes se sont retirés devant les protestations et le refus d'ouvrir les portes. De Vitré, on entend le tocsin sonner dans les villages voisins, et de toutes parts on organise la résistance, et on veille, en attendant le crochetage ».

#### Première Guerre mondiale

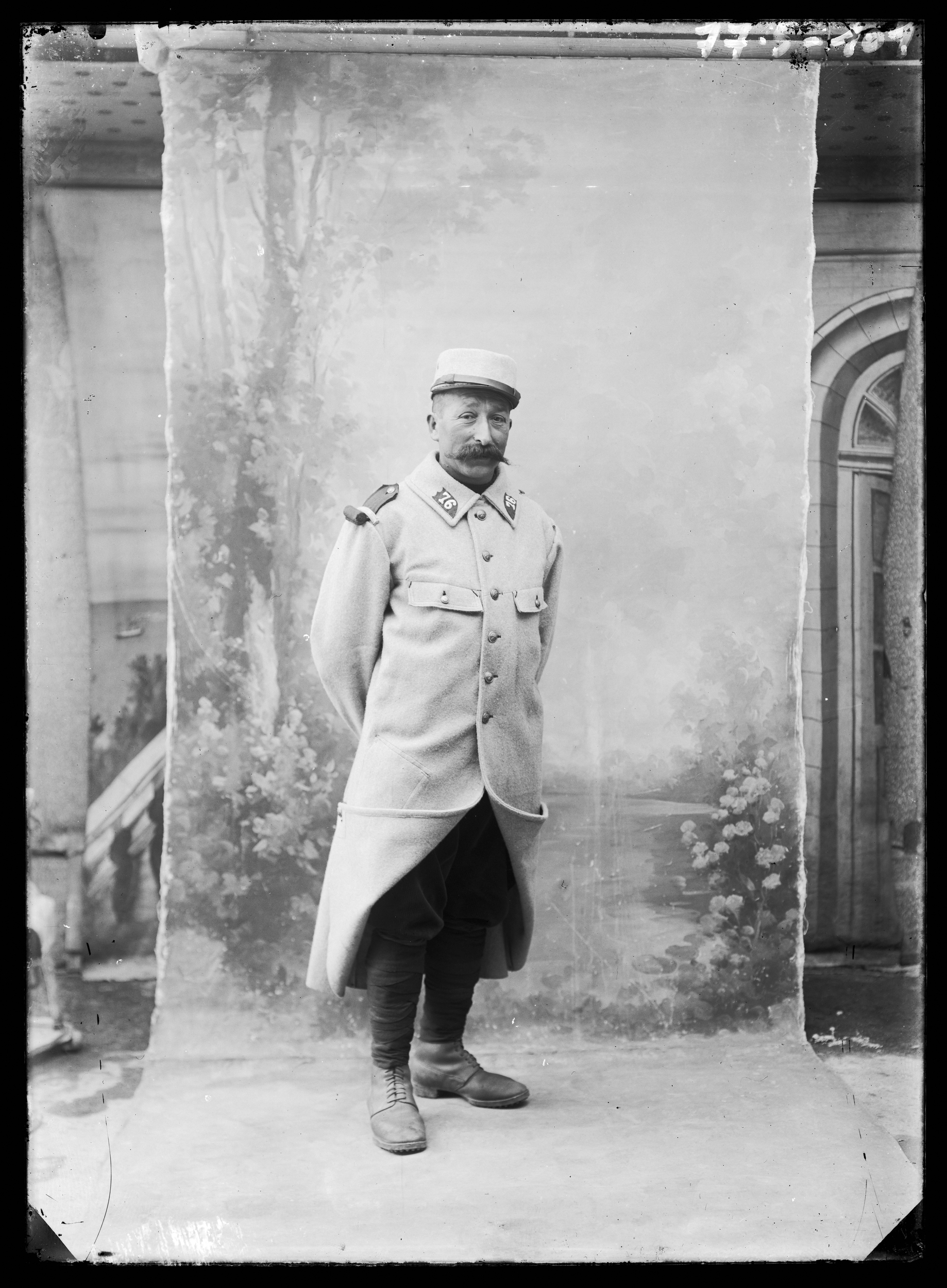
Portrait de Jean Mazurais au Val-d'Izé, en uniforme militaire de la guerre 1914-1918

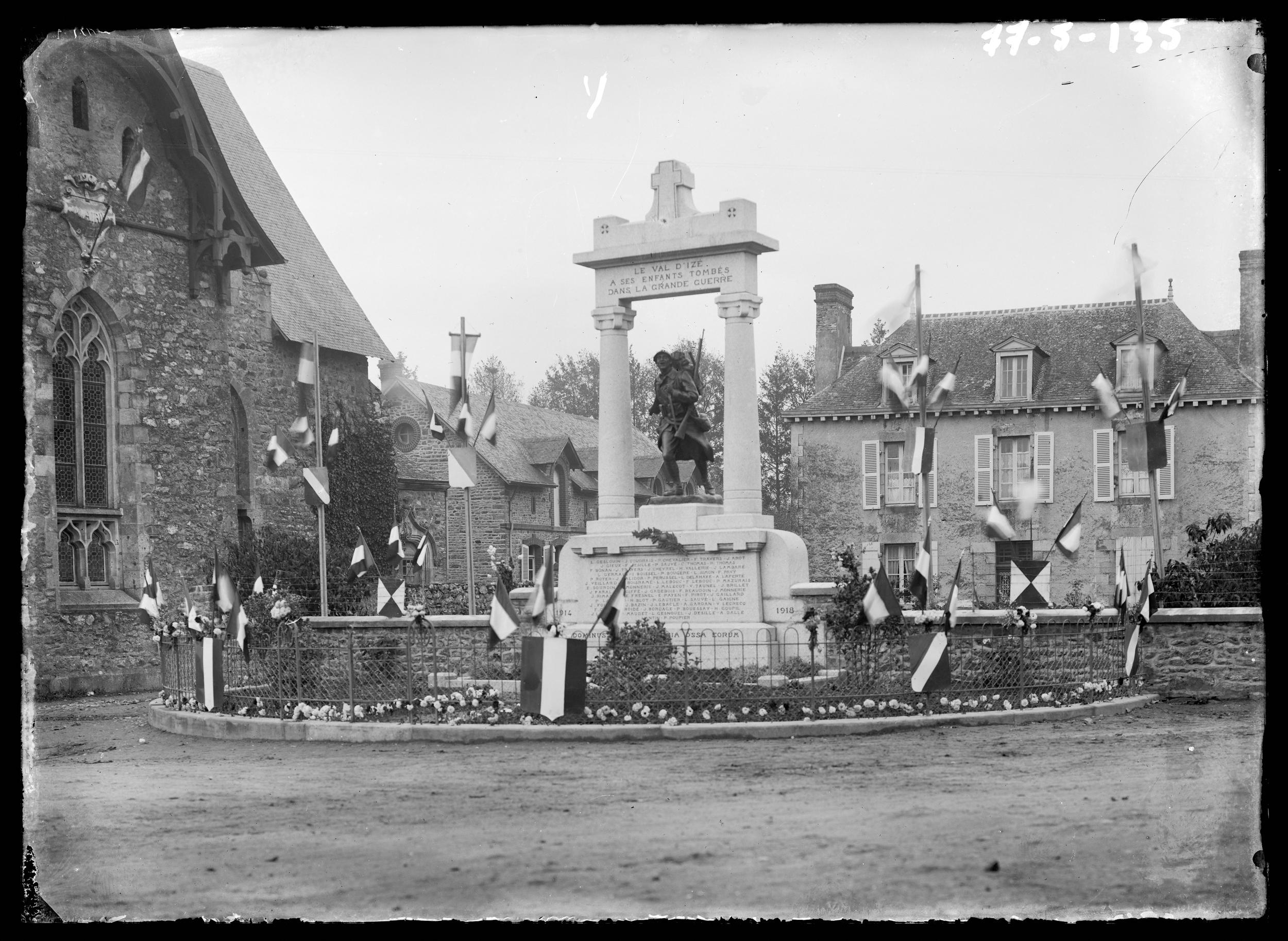
Jean Hervagault, Vue du monument aux morts de Val-d'Izé vers 1922

Pendant la Première Guerre mondiale (1914-1918), comme beaucoup de villes et villages français, Val-d'Izé a payé un lourd tribut, puisque 421 Izéens seront mobilisés, 68 y laisseront leurs vies dont 26 seront déclarés disparus, à jamais ensevelis dans les tranchées et les trous d'obus. Le 6 août 1922, en souvenir de ces héros morts au combat, Val-d'Izé inaugure un magnifique monument aux morts (monument en forme d'arc de triomphe avec en son centre un poilu courant vers la victoire), œuvre de l'architecte Charles Couasnon. Dans l'église Saint-Étienne s'ajoute également la chapelle Saint-Michel, dédiée aux Izéens morts pendant les deux guerres de 1914-1918 et 1939-1945.

#### L'Entre-deux-guerres
En 1926, l'école publique du Val-d'Izé n'avait qu'un seul élève.

#### Seconde Guerre mondiale
Pendant la Seconde Guerre mondiale (1939-1945), de nombreux Izéens furent mobilisés en 1939, Cinq d'entre eux y laisseront leurs vies, leurs noms sont inscrits sur le monument aux morts, pour les autres, beaucoup furent faits prisonniers en Allemagne, travaillant dans les usines et dans les fermes allemandes. Ils seront libérés en 1945, après six années de captivité.
- Parmi les victimes de cette guerre, Jean Hervagault, caporal au 610e régiment de Pionniers, il est fait prisonnier par les Allemands lors de la bataille de la Somme en juin 1940, pendant qu'il est conduit à Montdidier, il tente de porter secours à un camarade blessé sur le bord de la route, malgré les ordres de la sentinelle SS qui lui ordonne de rentrer dans les rangs, il refuse de laisser son camarade mourant, c'est alors le drame, il est aussitôt fusillé par les Allemands. Enterré sommairement sur place, il est porté disparu, sa famille restera sans nouvelles, ne savant même pas où il est inhumé. Il faut attendre le 18 mai 1994, 54 ans plus tard, pour que son corps soit retrouvé par un retraité retournant la terre d'un délaissé de son jardin, il est formellement identifié grâce à quelques objets personnels dont une montre gousset portant son nom. Après une cérémonie militaire à Montdidier en présence des autorités officielles et des anciens combattants, son corps est ramené au Val-d'Izé où sont célébrées le 11 juin 1994 ses obsèques religieuses en présence de ses trois enfants, de sa famille et d'une nombreuse assistance, suivies ensuite de l'inhumation au cimetière de Val-d'Izé.
- Prise d'otages du 13 juillet 1944 à la Haie d'Izé. À la suite de l'attaque d'une voiture légère de l'armée allemande par les maquisards, deux des trois occupants furent tués et le chauffeur grièvement blessés. Ce véhicule qui précédait un long convoi de soldats de la Wehrmacht, se dirigeait vers le front de Normandie. Aussitôt, une trentaine d'hommes du Val-d'Izé furent pris en otages et menacés d'être fusillés par les Allemands dans la cour du château de la Haie d'Izé, ce fut grâce à l'intervention du maire de l'époque, Joseph Aubert, que leurs vies purent être sauvées.
- Pendant cette guerre, des enfants juifs furent cachés dans la région et notamment dans quelques fermes de la commune de Val-d'Izé. De mars 1944 à 1945, dix-neuf enfants juifs sont cachés. Après des années d'oubli, le réalisateur Nicolas Ribowski a tourné en 2013 le documentaire Jamais je ne t'oublierai.
- Dans la nuit du 8 au 9 août 1944, un avion anglais, un Armstrong Whitworth Albemarle, s'écrase dans une prairie au lieu-dit la Hurie, à Val-d'Izé. Les membres d'équipage y laissent tous leurs vies. Le 11 juin 2013, l'Association bretonne du souvenir aérien 39-45 (Absa 39-45), avec l'aide des démineurs de Nantes, mène des recherches sur le lieu du drame et déterre de nombreuses pièces de l'avion et de son chargement. Le 10 août 2014, à l'occasion du 70e anniversaire, une cérémonie officielle est organisée et un mémorial est inauguré près du lieu de la tragédie, au lieu-dit la Hurie.

## Politique et administration
| Période                                  | Période         | Identité                                   | Étiquette    | Qualité |
| ---------------------------------------- | --------------- | ------------------------------------------ | ------------ | --- |
|                                          |                 | Victor Croizé                              |              | Officier public |
| 1800                                     | 1816            | Guy Fecelier                               |              | |
| 1816                                     | 1826            | Perrier                                    |              | Laboureur |
| 1826                                     | 1830            | Julien Hardy                               |              | Laboureur |
| 1830                                     | 1834            | Planchais                                  |              | |
| 1834                                     | 1840            | Joseph Malval                              |              | |
| 1840                                     | 22 janvier 1843 | Auguste Monnerie                           |              | Cultivateur |
| septembre 1843                           | 1856            | Pierre Neveu                               |              | Laboureur |
| 1856                                     | 24 février 1871 | Victor Planchais                           |              | Notaire |
| 24 février 1871                          | 14 mai 1871     | François Gaignard                          |              | Maréchal-ferrant ; propriétaire                                                                                               |
| 14 mai 1871                              | 1887            | Paul Le Cardinal de Kernier                | Royaliste    | Marquis de Kernier. Conseiller général                                                                                        |
| 1887                                     | 1932            | Jacques Le Cardinal de Kernier (1862-1932) | Royaliste    | Député(1912-1919) Conseiller général (1887-1922)                                                                              |
| 1932                                     | 1934            | Pierre Poupard                             | Conservateur | Boucher. Conseiller général (1928-1934)                                                                                       |
| 1934                                     | 1946            | Joseph Aubert                              |              | |
| 1946                                     | 1963            | Jean Leduby                                |              | Boulanger |
| 1963                                     | 2001            | Jean Poirier (1928-2008)                   | UDF-CDS      | Vétérinaire Conseiller régional (1974-1979) Conseiller général (1979-1998) Président de la CC du Bocage vitréen (1993 → 1995) |
| 2001                                     | 2014            | Bruno Delva (1958)                         | DVD          | Vétérinaire |
| 2014                                     | mai 2020        | Thierry Travers (1965)                     | DVD          | Conseiller général (2011-2015) Conseiller départemental (depuis 2015)                                                         |
| mai 2020                                 | En cours        | Bruno Delva (1958)                         | DVD          | Vétérinaire |
| Les données manquantes sont à compléter. |                 |                                            |              | |

## Démographie

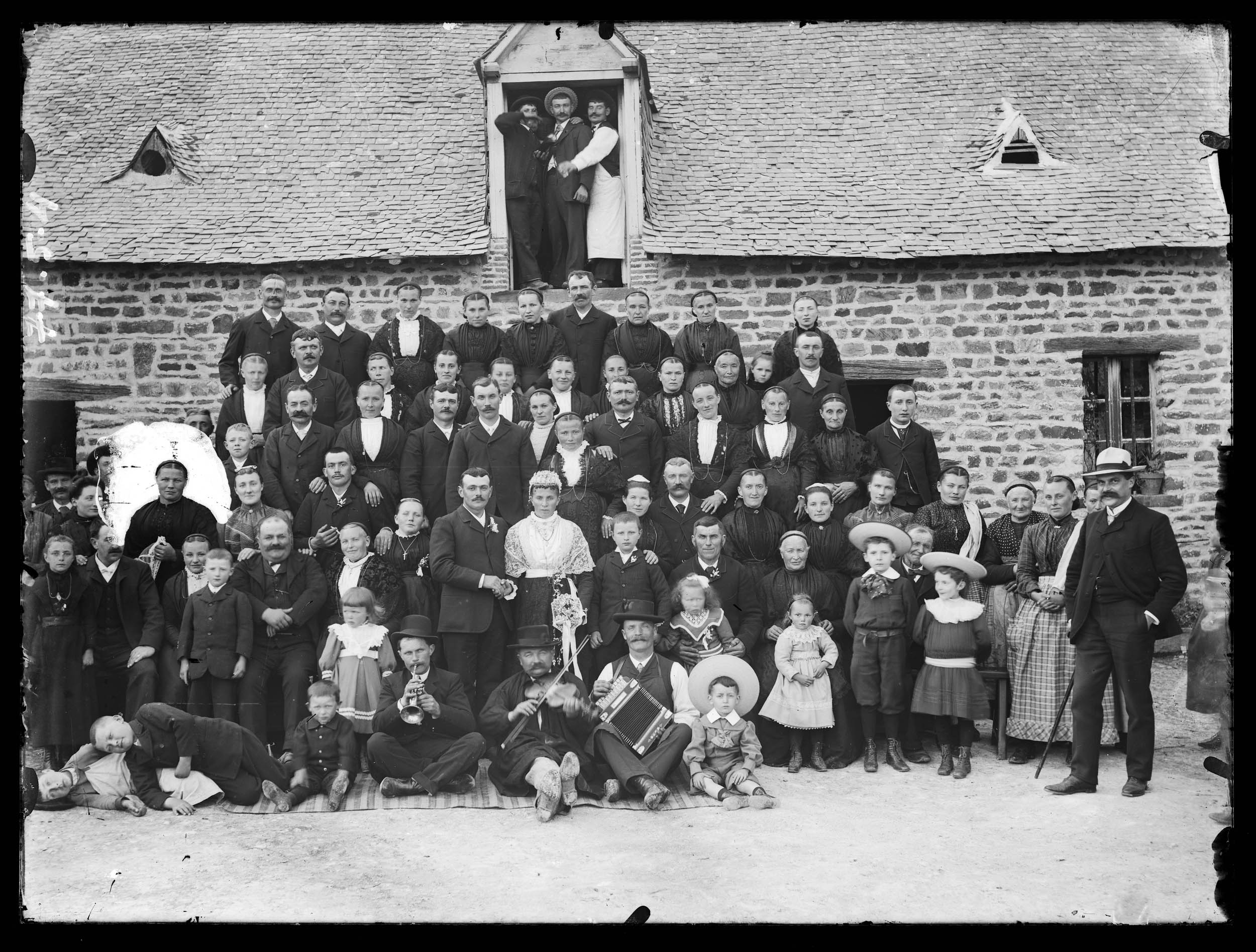
Invités du mariage de Jean-Marie Huet et Marie Béru, 13 juin 1911, Val-d'Izé
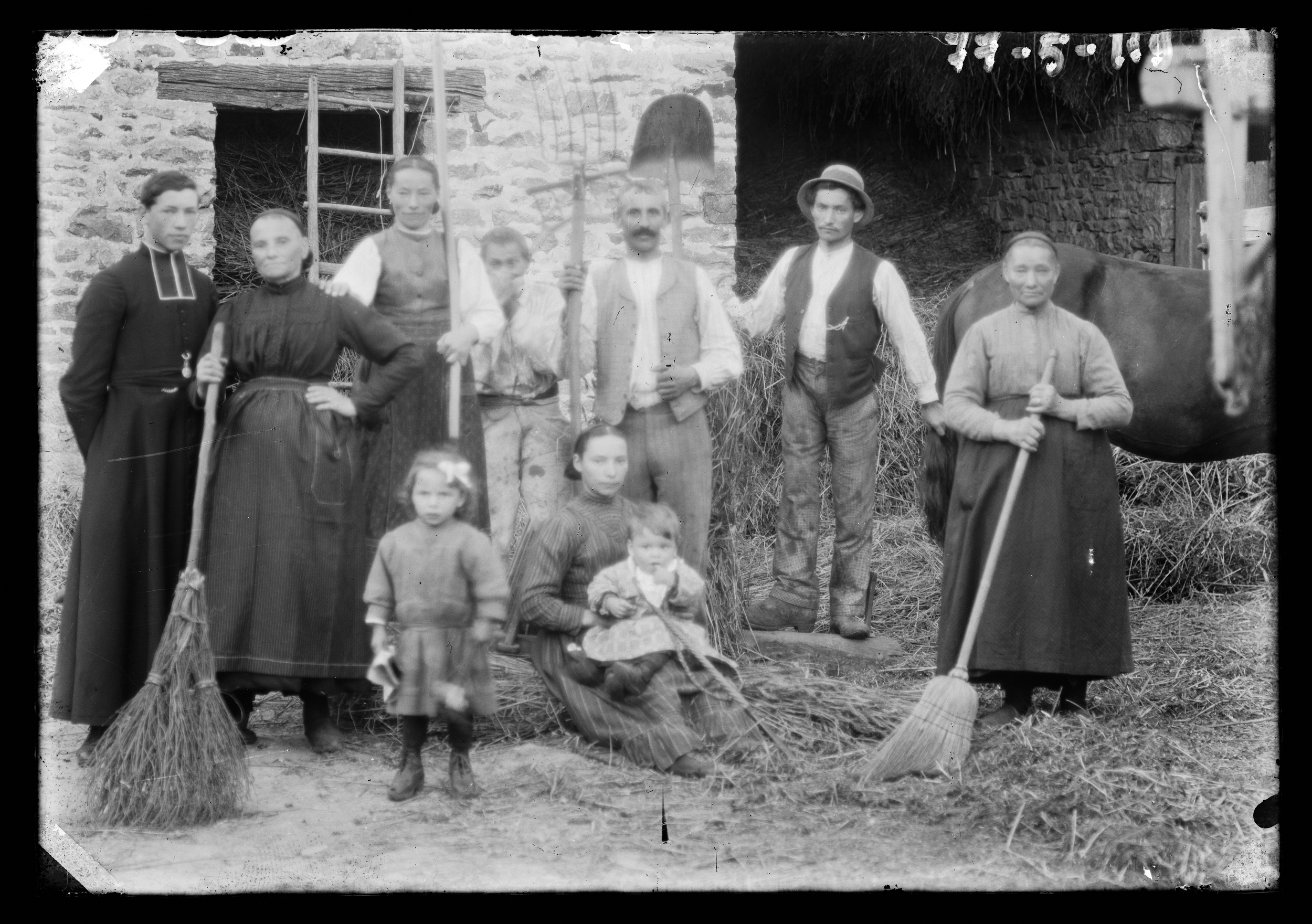
Portrait de famille ou groupe de travailleurs agricoles dans une cour de ferme, avec un prêtre, Val-d'Izé
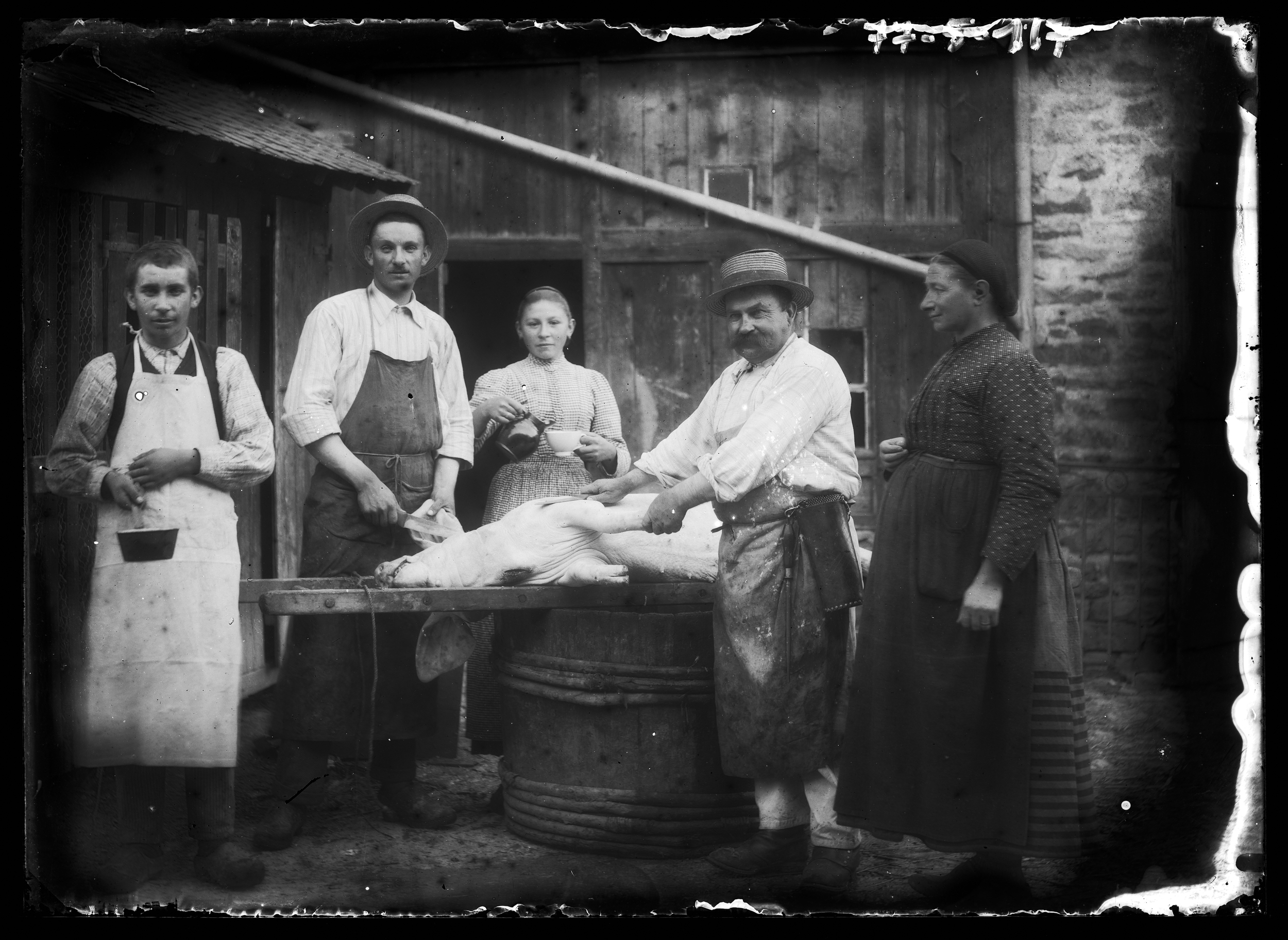
Les bouchers et le dépeçage du cochon, 1904, Val-d'Izé
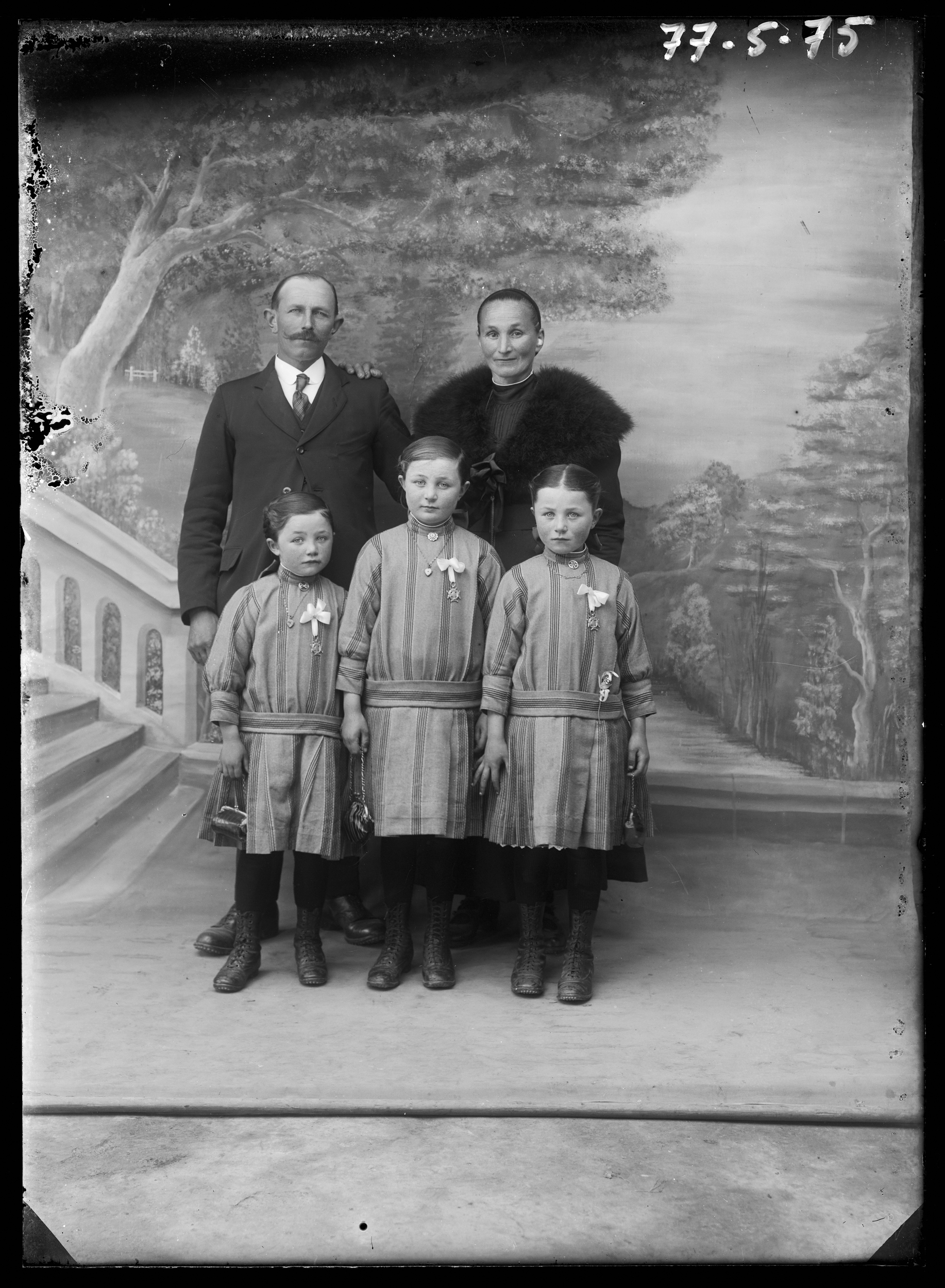
Portrait de la famille Helleu-Manneval, Val-d'Izé, vers 1927
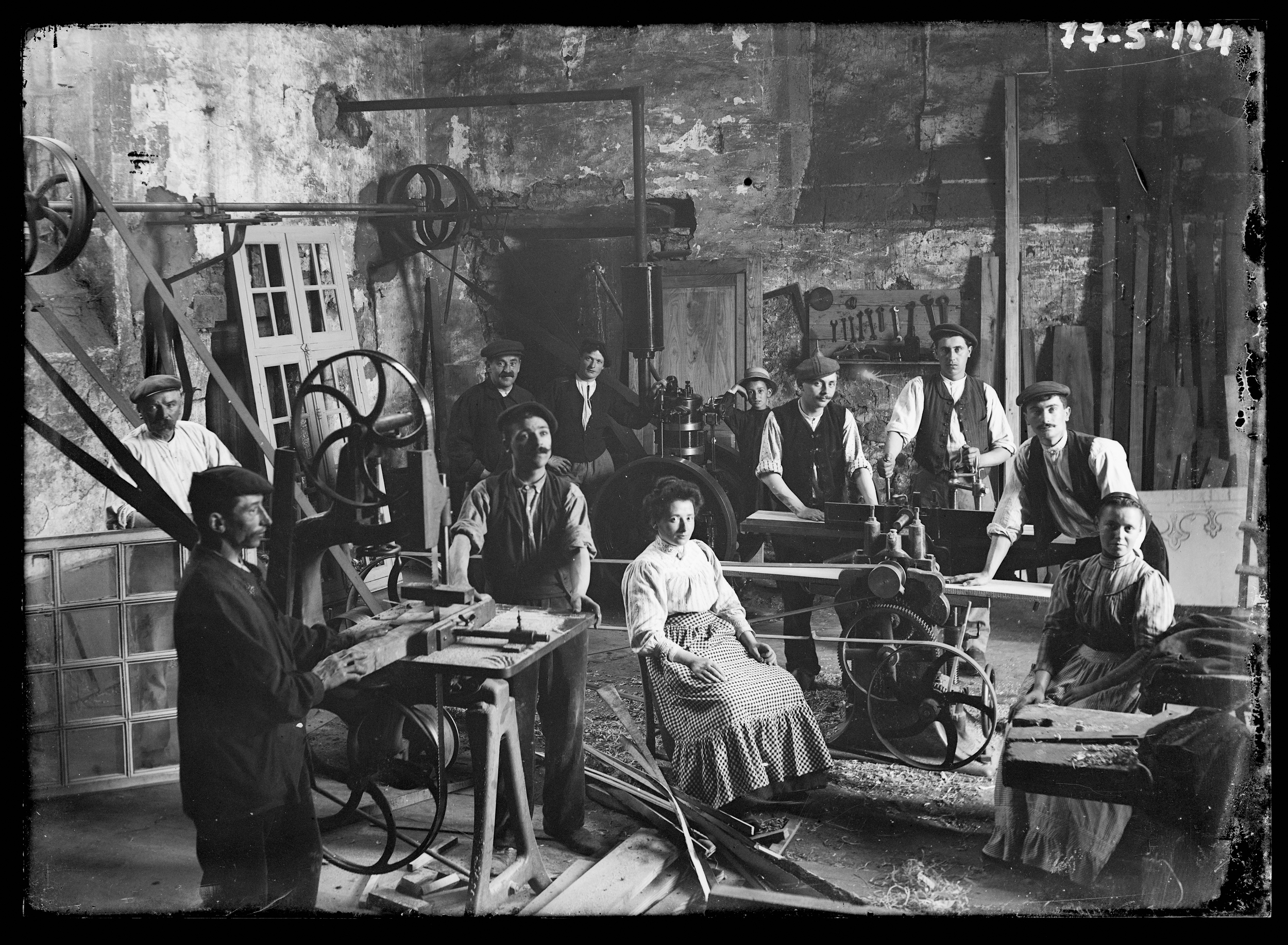
Portraits d'ouvriers dans une menuiserie, 1er quart du XXe siècle, Val-d'Izé

L'évolution du nombre d'habitants est connue à travers les recensements de la population effectués dans la commune depuis 1793. Pour les communes de moins de 10 000 habitants, une enquête de recensement portant sur toute la population est réalisée tous les cinq ans, les populations de référence des années intermédiaires étant quant à elles estimées par interpolation ou extrapolation. Pour la commune, le premier recensement exhaustif entrant dans le cadre du nouveau dispositif a été réalisé en 2005.
En 2022, la commune comptait 2 601 habitants, en évolution de +0,58 % par rapport à 2016 (Ille-et-Vilaine : +5,46 %, France hors Mayotte : +2,11 %).
| 1793  | 1800  | 1806  | 1821  | 1831  | 1836  | 1841  | 1846  | 1851  |
| ----- | ----- | ----- | ----- | ----- | ----- | ----- | ----- | ----- |
| 2 353 | 2 027 | 2 150 | 2 186 | 2 073 | 2 037 | 2 155 | 2 242 | 2 319 |

| 1856  | 1861  | 1866  | 1872  | 1876  | 1881  | 1886  | 1891  | 1896  |
| ----- | ----- | ----- | ----- | ----- | ----- | ----- | ----- | ----- |
| 2 288 | 2 341 | 2 434 | 2 280 | 2 324 | 2 265 | 2 295 | 2 228 | 2 076 |

| 1901  | 1906  | 1911  | 1921  | 1926  | 1931  | 1936  | 1946  | 1954  |
| ----- | ----- | ----- | ----- | ----- | ----- | ----- | ----- | ----- |
| 2 076 | 2 091 | 2 069 | 1 861 | 1 827 | 1 860 | 1 860 | 1 896 | 1 748 |

| 1962  | 1968  | 1975  | 1982  | 1990  | 1999  | 2005  | 2006  | 2010  |
| ----- | ----- | ----- | ----- | ----- | ----- | ----- | ----- | ----- |
| 1 653 | 1 631 | 1 575 | 1 740 | 1 811 | 2 082 | 2 263 | 2 287 | 2 493 |

| 2015  | 2020  | 2022  | - | - | - | - | - | - |
| ----- | ----- | ----- | - | - | - | - | - | - |
| 2 588 | 2 576 | 2 601 | - | - | - | - | - | - |

## Économie
| - Une boulangerie - Un supermarché - Un bar-tabac-presse - Une pizzeria - Un restaurant - Une banque - Un office notarial - Une esthéticienne - Une bibliothèque municipale - Un centre de loisirs - Deux garagistes | - Deux salons de coiffure - Une école primaire publique Lucie-Aubrac - Une école primaire privée Saint-Étienne-des-Eaux - Une auto-école - Une MAPA (maison d'accueil pour personnes âgées) | - Un service taxi-ambulance-pompes funèbres - Un cabinet dentaire - Un cabinet médical - Une pharmacie - Un cabinet vétérinaire - Diverses PME |

L'activité économique se réalise autour de l'artisanat et principalement de l'agriculture, puisque la commune compte à ce jour encore plus de 50 exploitations agricoles.
La zone artisanale et industrielle du Bourgneuf est implantée route de Combourg, elle abrite quelques usines et activités artisanales et qui représente environ 300 emplois.

## Lieux et monuments

### Mairie

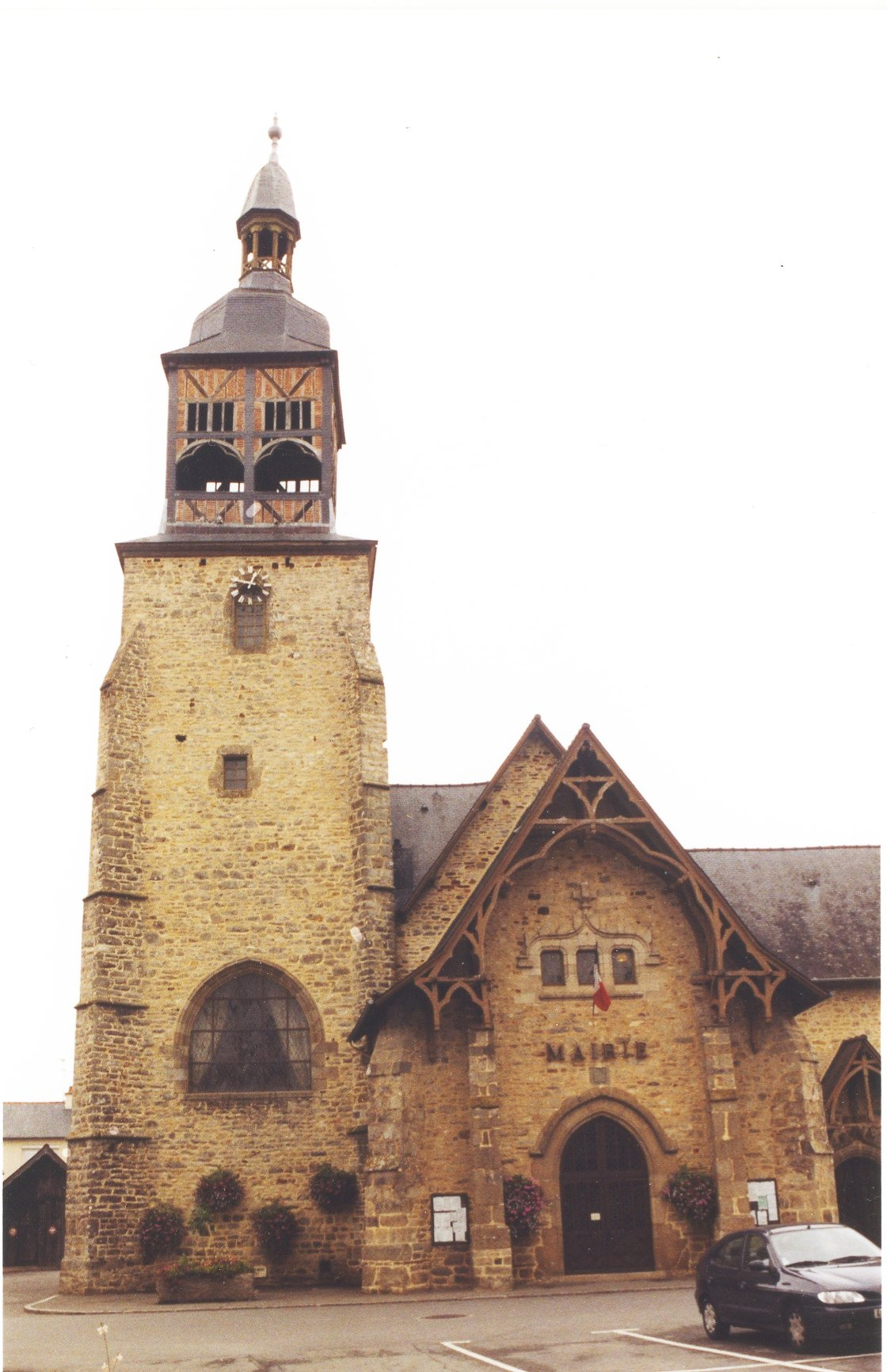
L'ancienne église, transformée en mairie en 1904.

La mairie (XVe siècle-1904), est située place Jean-Poirier. Son clocher date de 1543. Il s'agit de l'ancienne église transformée en mairie par le maire-châtelain, Jacques Le Cardinal de Kernier, au début du XXe siècle. Ce dernier avait fait construire une nouvelle église pour les habitants de Val-d'Izé. Dans l'ancienne église, on trouvait autrefois des pierres tombales aux armes de la famille Landais, et un enfeu dans le chœur ayant appartenu à Jeanne de Moussy, veuve depuis 1485 de Pierre Landais et dame du Bois-Cornillé. La chapelle au nord avait été édifiée en 1534, celle au sud en 1824, actuellement utilisée en salle du conseil municipal et également en salle des mariages.

### Éducation
Dans la commune de Val-d'Izé se trouve deux écoles, une école publique et une école privée. L'école privée porte le nom de Saint Etienne Des Eaux et est située 10 rue Saint Etienne Des Eaux. Elle a été créée par le recteur François Maretheux. En 1866 une école des filles est créée où se trouve l'actuelle "Auberge des Lys".
L'école publique, portant le nom de Lucie Aubrac, est située Place Pierre Poulard.

### Châteaux

#### Château du Bois-Cornillé

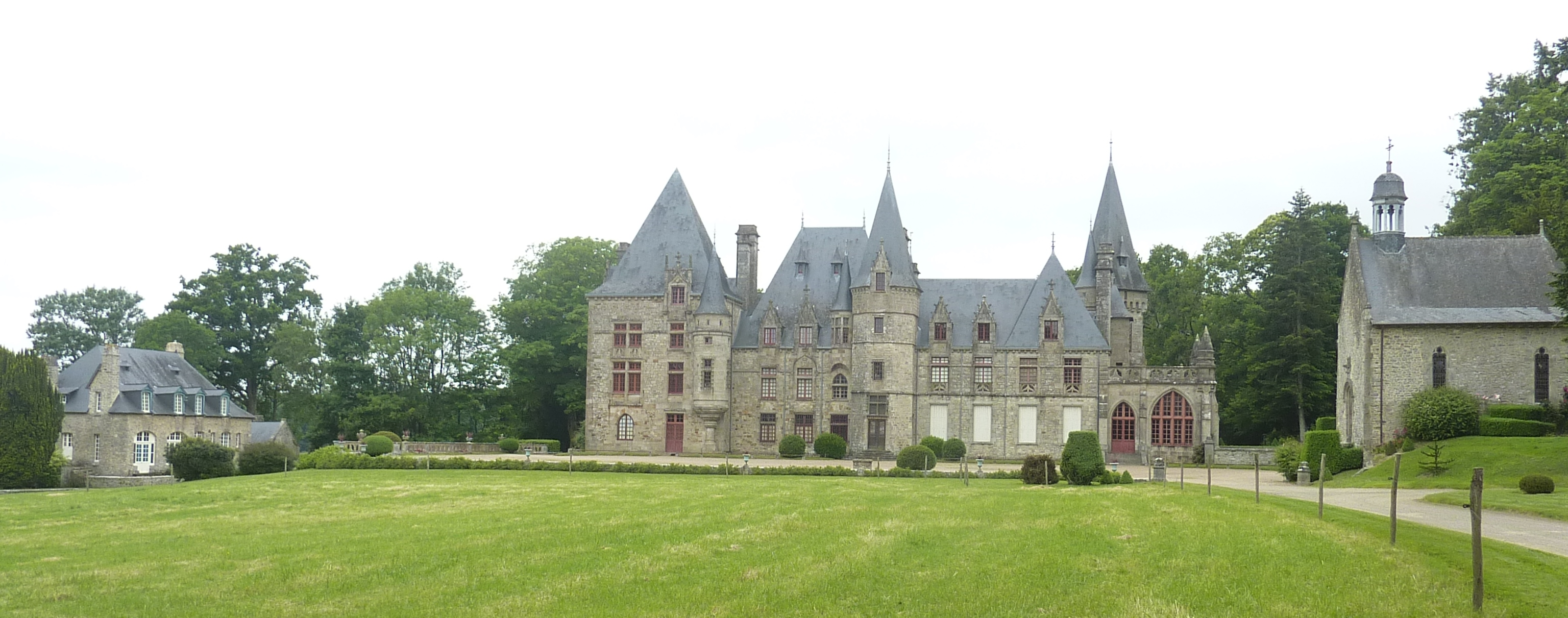
Le château du Bois-Cornillé

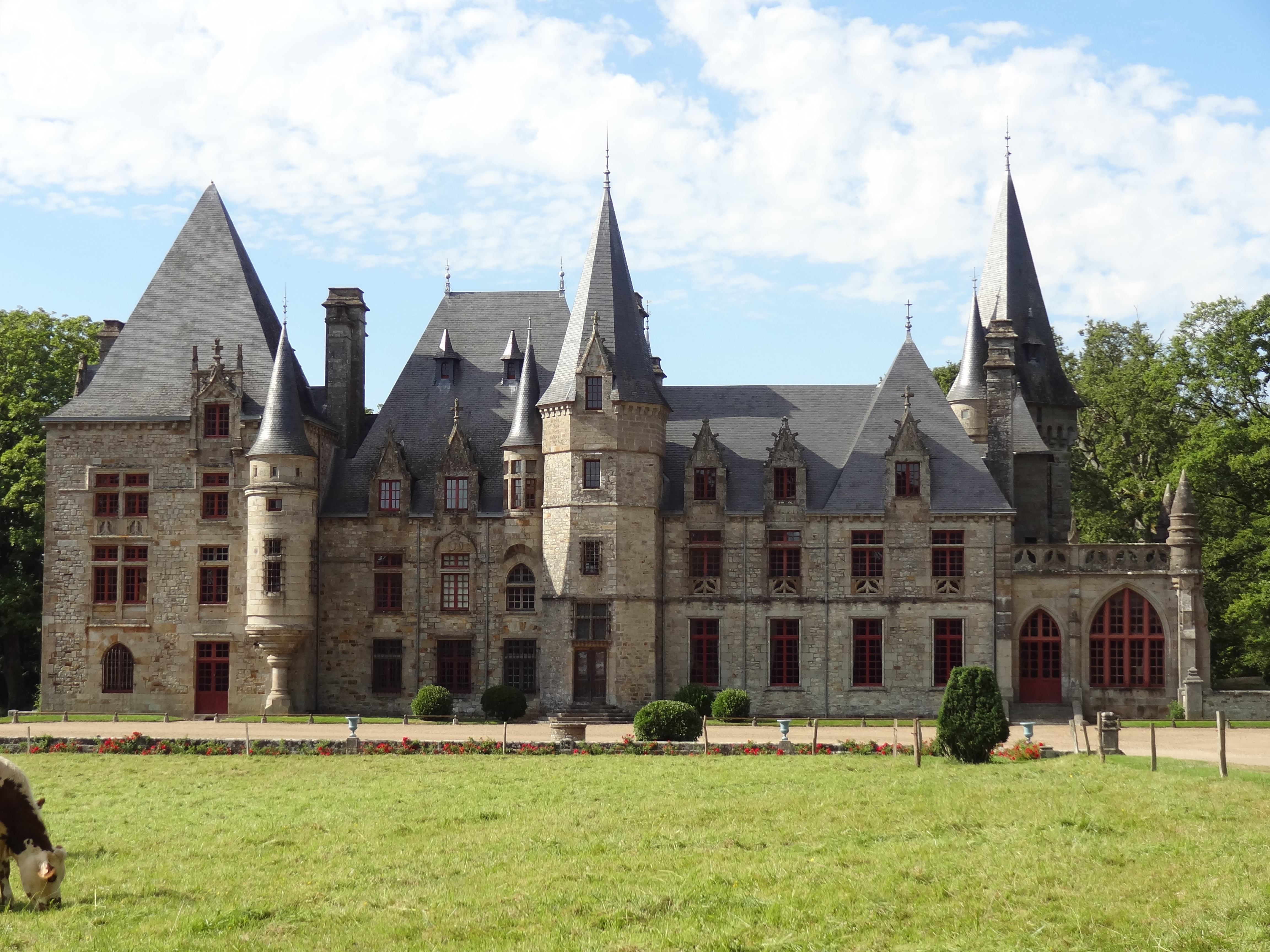
Château du Bois Cornillé.

Le château du Bois-Cornillé a été reconstruit au XVe siècle par Pierre Landais, trésorier et receveur général du duché de Bretagne et grand argentier du duc François II. Il était aux de Cornillé en 1229 et passa par alliance aux Landais vers 1482, par alliance aux l'Espervier seigneurs de la Bouvardière, par alliance aux de Bouillé vers 1540, par alliance aux de Chavigny qui le vendirent en 1553 à Louise de Goulaine (veuve de Guy III d'Espinay) puis par succession aux de Schomberg ducs d'Halluin en 1609, ceux-ci le vendirent en 1623 aux sieurs de La Porte (famille maternelle du cardinal de Richelieu) qui le revendirent aux Geffrard de la Motte, seigneurs du Plessis de Torcé (dont le plus célèbre d'entre eux, Jean-François Geffrard de la Motte, fut l'objet d'un procès médiatique en 1786). Le château est vendu en 1764 aux Goyon des Hurlières puis en 1854 à Paul le Cardinal de Kernier, marquis de Kernier et par succession à son fils Jacques Le Cardinal de Kernier (député, conseiller général et maire du Val-d'Izé pendant 45 ans), dont la famille en est encore propriétaire. Ce château avait un droit de haute justice.

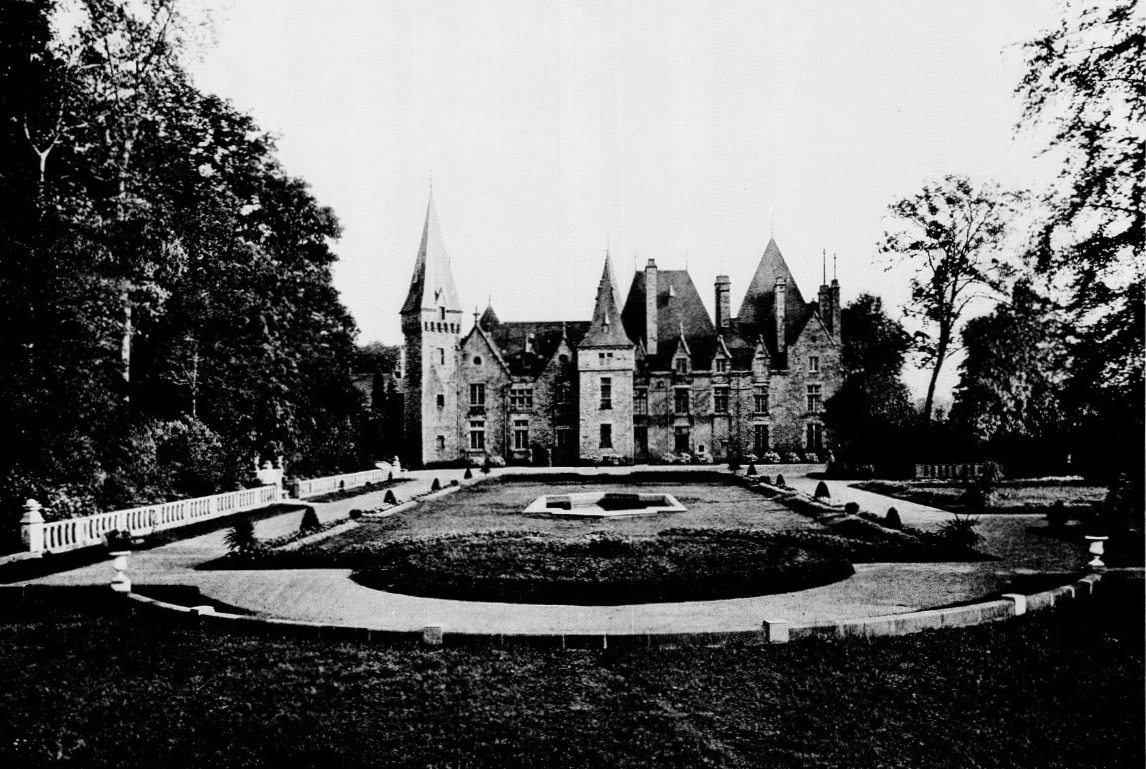
Le château du Bois-Cornillé en 1908

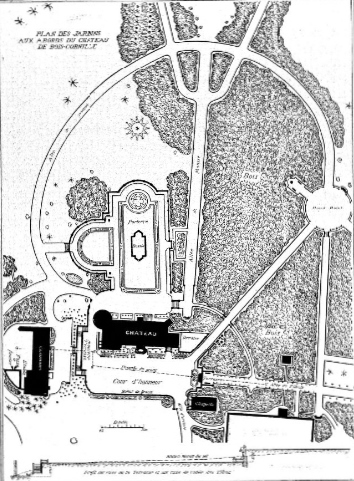
Plan du parc du château du Bois-Cornillé en 1908

À partir de la fin du XVIIIe siècle, il est alors entièrement remanié dans le style néo-gothique par les architectes Jacques et Henri Mellet. De l'époque médiévale ne subsiste que la tour octogonale (dite tour Gouyon) en moellons de grès sur la façade principale, il possède également de très beaux pavillons à toits élevées et des corniches modillonnées, une tour carrée (dite tour Landais) au nord-est ornée de mâchicoulis, une tourelle en encorbellement sur la façade sud. Les salles renferment de très belles tapisseries. La chapelle construite en 1721 est sommée d'un campanile, elle a été remaniée en 1903. Cette chapelle fut construite telle qu'elle est maintenant, et la bénédiction en fut faite le 29 avril 1721 par Charles Billon, chanoine, trésorier de la collégiale de Vitré et conseiller du duc de La Trémoïlle. C'est là que furent déposés sous des pierres armoriées les cœurs de Joseph Geffrard (décédé en 1644) et Renée Billon sa femme, de Mathurin Geffrard (décédé en 1742) et de Françoise Fleuriot sa femme, tous seigneurs et dames du Bois-Cornillé. On y célébra aussi les mariages, en 1659, de Jean de la Filochaye avec Marguerite de La Porte, en 1692, de Jean Geffrard avec Jeanne de La Porte, et en 1770, de Charlemagne de Cornulier avec Rose de Gouyon.
Le parc à l'anglaise a été dessiné par les paysagistes Denis et Eugène Bühler et réalisé par Édouard André en 1876. Il est ouvert au public en été ; on peut y découvrir le pavillon et l'allée d'accès, l'allée de ceinture, le jardin à la française, les façades et toitures de l'orangerie et du pavillon du jardinier, l'allée de lauriers, le rond-point avec ses perspectives, l'étang muré et également la porte de l'ancienne prison de Fougères remontée dans le parc au XIXe siècle. Ce parc a été décrit longuement en 1908 dans deux articles publiés dans la revue La Vie à la campagne, illustré de plusieurs photographies.

#### Château de la Haie d'Izé
Le château de la Haie d'Izé, site où eu lieu la prise d'otages du 13 juillet 1944, appartenait à la famille de Yann Bouëssel du Bourg jusqu'en 2017. C'est actuellement la propriété de la famille Sabiron, il fut également la résidence du peintre Louis Garin.

### Patrimoine religieux

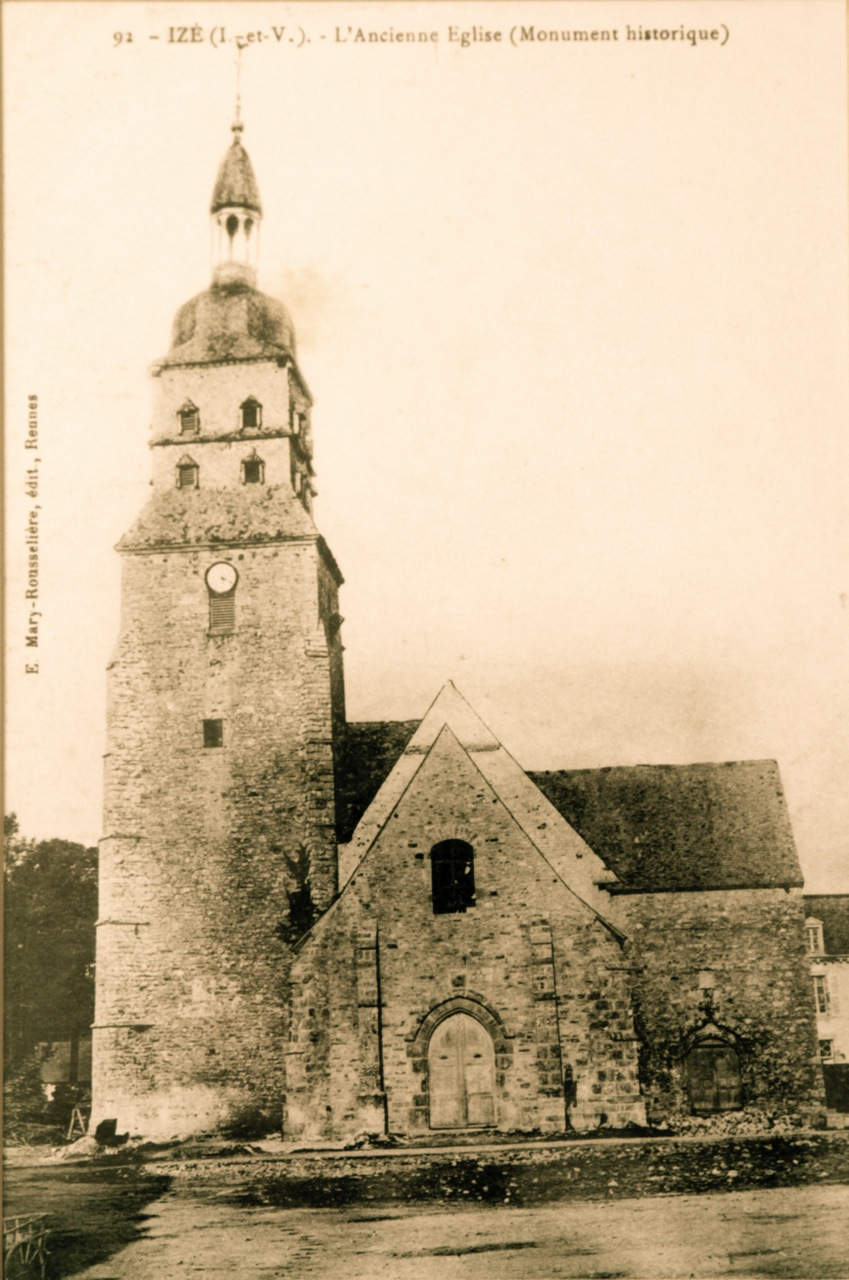
Ancienne église Saint-Étienne de Val-d'Izé vers 1900

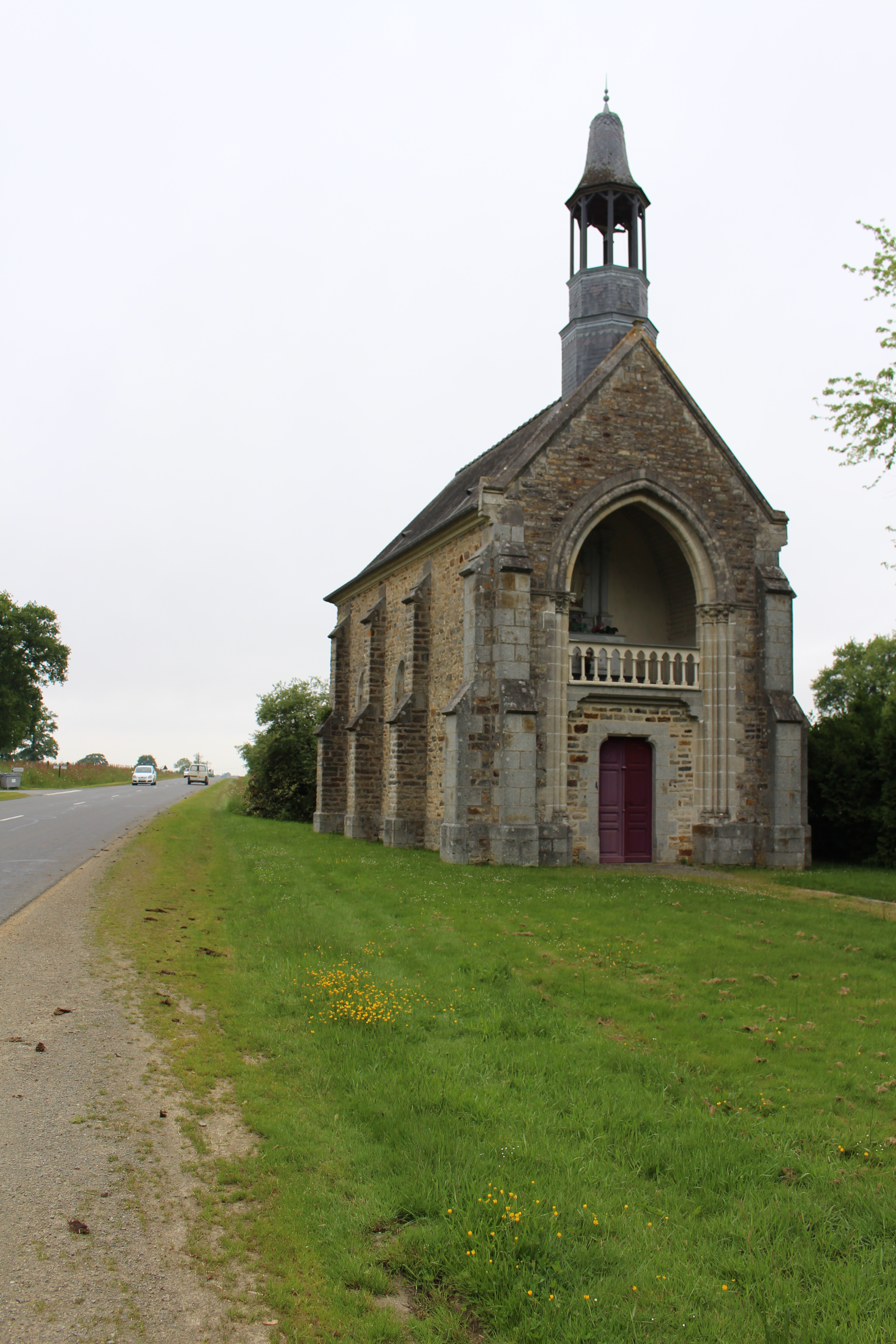
Notre-Dame-de-Bon-Secours.

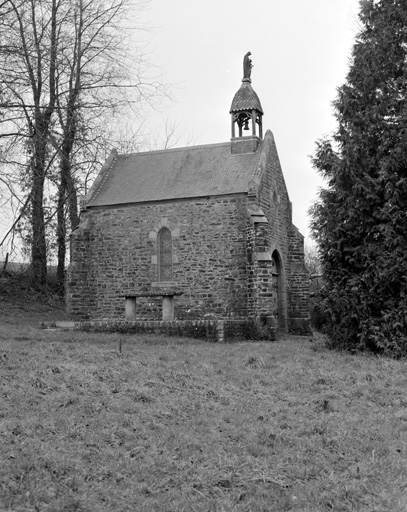
Chapelle Saint Anne Val-d'Izé.

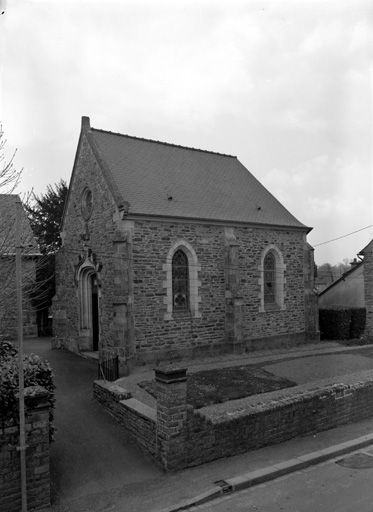
Chapelle de l'Immaculée Val-d'Izé.

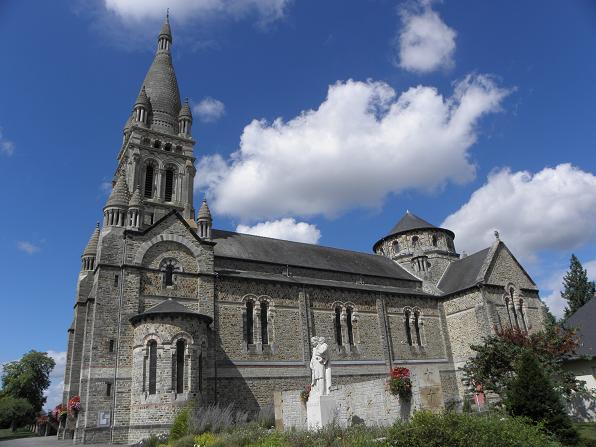
L'église Saint-Étienne.

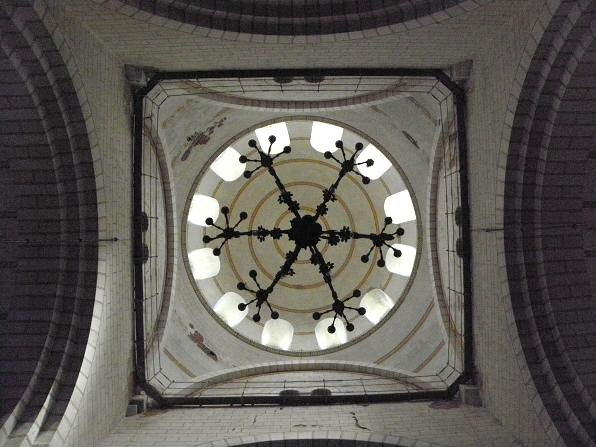
La coupole de l'église Saint-Étienne.

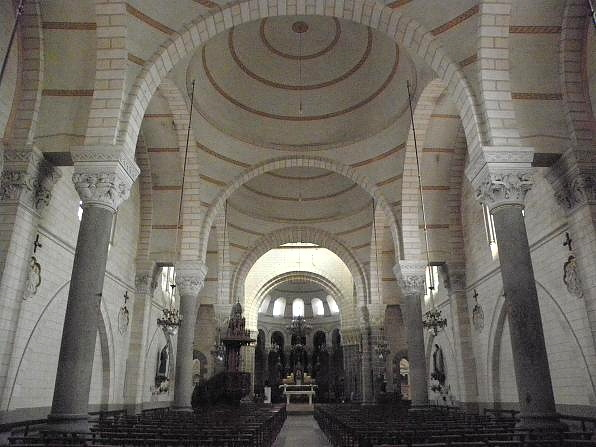
Vue intérieure de l'église Saint-Étienne.

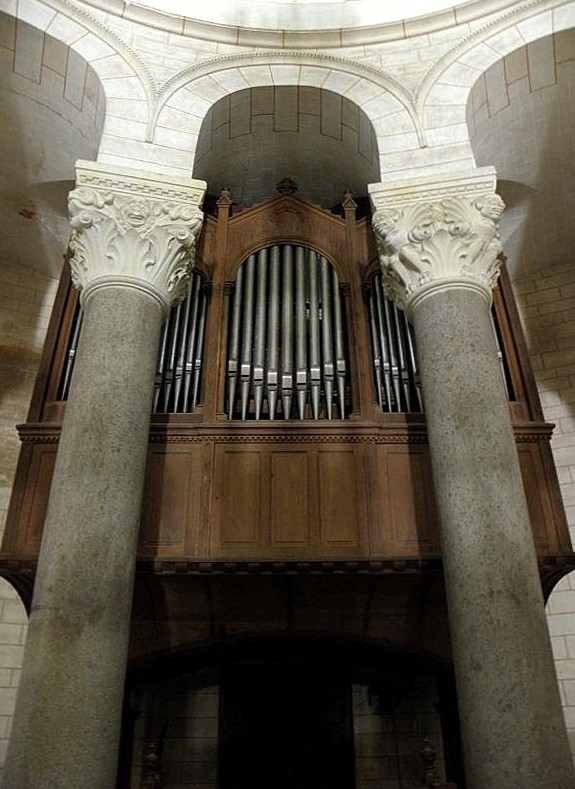
L'orgue de l'église Saint-Étienne.

L'ancienne église Saint-Étienne-des-Eaux fut construite au cours des XVe et XVIe siècles. Vers la fin du XIXe siècle, la nef est en partie détruite, le clocher est alors modifié. Elle devient alors la mairie de Val-d'Izé et une nouvelle église est alors édifiée. Elle se composait d'une simple nef à laquelle avaient été ajoutées deux chapelles, l'une au nord, sous la tour en 1534, et l'autre vis-à-vis, au midi en 1824. Cette nef était éclairée par de petites fenêtres trilobées qui paraissaient fort anciennes. Elle était séparée du chœur par un arc triomphal très-bas qui devait être également antique, cette partie de l'édifice pouvait bien remonter au XIIIe siècle. Vers 1475, la nef et le chœur ayant besoin de réparations, furent recouverts et on y ajouta un chapiteau et la porte méridionale, ornée de sculptures dans le style ogival fleuri. Plus tard, en 1534, on se résolut à reconstruire entièrement le chanceau et à accoler une tour au nord de la nef. Le chœur fut béni solennellement en 1540, il existait encore vers la fin du XIXe siècle, c'était un chevet droit occupé par une belle fenêtre flamboyante dans laquelle apparaissaient encore les débris d'une verrière de la Renaissance, représentant la légende de saint Étienne. Quant à la tour, commencée en 1534, elle fut surmontée d'un clocher en 1543, au-dessous on ouvrit une chapelle où se tint longtemps l'assemblée du général de la paroisse (Registres de comptes de la paroisse d'Izé). Enfin, vers le début du XIXe siècle fut construite la chapelle méridionale, portant cette inscription gravée sur une pierre ornée de fleurs de lys : « Chapelle de Sainte-Barbe et Saint-Michel ». On y trouvait des pierres tombales aux armes de la famille Landais et un enfeu dans le chœur ayant appartenu à Jeanne de Moussy, veuve depuis 1485 de Pierre Landais et dame du Bois-Cornillé.
L'église Saint-Étienne, construite entre 1889 et 1896 par l'architecte Henri Mellet. Sa bénédiction eut lieu le mardi 27 octobre 1896 par le cardinal Guillaume-Marie-Joseph Labouré, archevêque de Rennes, elle est inscrite aux monuments historiques depuis 2014. Le clocher-porche, surmonté d'une courte pyramide à lanternon, est dominé par une flèche bulbeuse de type abadien ; l'église possède cinq travées sans transept et trois absides accolées au chœur et l'intérieur se présente comme une succession de coupoles plates sur pendentifs, réalisées en assises alternées de briques et de tuffeau, reposant sur de fines colonnes de granite.

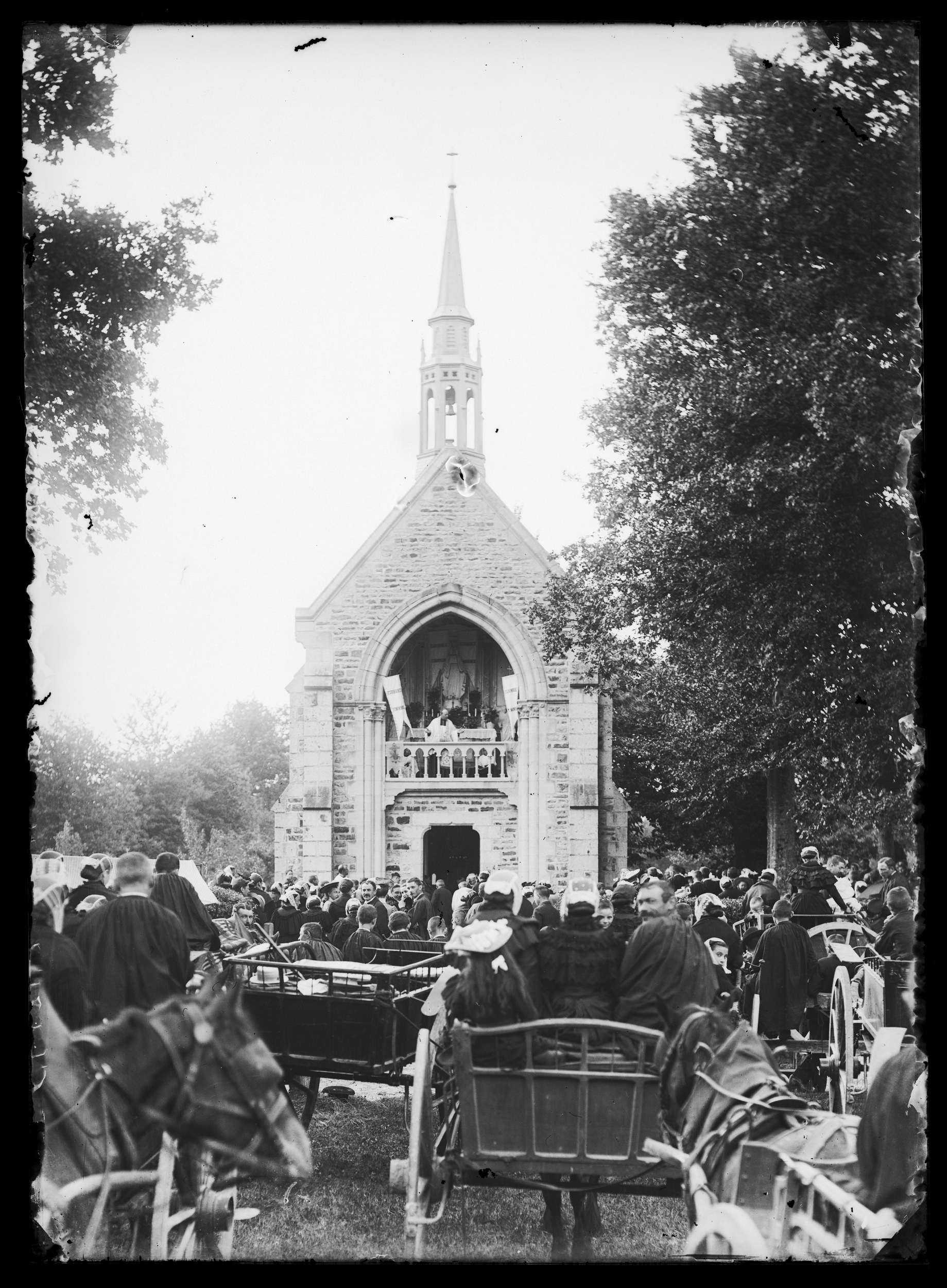
Pèlerinage annuel à la chapelle Notre-Dame Bon-Secours, entre 1904 et 1920, Val-d'Izé

La chapelle Notre-Dame-de-Bon-Secours (1884), appelée autrefois Sainte-Marie de la Moisson. Elle appartient dès 1122 à l'abbaye de Saint-Florent en Anjou et devient ensuite frairienne. Elle est reconstruite en 1559 et agrandie en 1836. Cette chapelle dépendait à l'origine du prieuré d'Izé, et l'ancien pouillé de Saint-Florent la désigne sous le nom de Sancta Maria de Messione fructus, Notre-Dame-de-la-Moisson, parce qu'on y faisait de grands pèlerinages pour obtenir un temps favorable aux moissons. Elle fut reconstruite en 1559, date qui est encore gravée au-dessus de la porte, mais elle a été agrandie en 1836 et de nouveau bénite en 1837 par Mgr de Lesquen.
La chapelle Sainte-Anne, elle appartenait en 1790 aux Dominicains du couvent de Vitré, qui possédaient à côté la métairie de Sainte-Anne. Ce n'était initialement qu'un petit oratoire bâti auprès d'une fontaine fréquentée par les malades depuis longtemps. On l'avait remplacé par une véritable chapelle, solennellement bénie le 26 novembre 1882. Elle est également mentionnée sur le cadastre de 1813.
La chapelle de l'Immaculée Conception est une chapelle moderne de style ogival bâtie dans le centre bourg vers 1872 et dépendant de la maison des sœurs de la Providence de Ruillé-sur-Loir.
Ancienne chapelle Saint-Gervais, situé près du manoir de la Motte-Rouxel et d'une fontaine. Saint-Gervais de la Motte était encore une chapelle frairienne mentionnée en 1629 et située à côté d'une fontaine très vénérée.
Ancienne chapelle Saint-Laurent du Bourgneuf. Dès 1656, il est fait mention de cette chapelle Saint-Laurent du Bourgneuf, également frairienne. Herbert, évêque de Rennes (1184-1198), y concéda, en effet, une messe hebdomadaire à la prière des moines du prieuré, du recteur et de Robert de Landavran, dans le fief duquel se trouvait ce sanctuaire.
Ancienne chapelle Saint-Martin. Elle appartenait en 1122 à l'abbaye Saint-Florent en Anjou. Saint-Martin est également mentionnée dans l'ancien pouillé de Saint-Florent, antérieur au XVIe siècle, comme dépendance du prieuré d'Izé. Cette chapelle devint par la suite frairienne, elle était située au village de Saint-Martin, depuis la fin du XIXe siècle on peut encore voir l'ancienne statue de saint Martin posée sur une maison d'habitation de ce village.

### Manoirs
- Le manoir du Bourgneuf du XVIIe siècle, manoir reconstruit et agrandi en 1735.
- Le manoir de la Nogrie du XVIIe siècle.
- Le manoir de Vilpie, il était aux Busson en 1165, aux Racapé en 1380, aux de Cornillé en 1391, aux Lescouët en 1433, aux de Vendel en 1513, aux le Hudré en 1553, aux de la Belinaye en 1597, aux Harel en 1624, aux sieurs de la Grimaye en 1661 et aux de la Chambre en 1730. On peut signaler également à l'origine la présence d'une chapelle.
- Le manoir du Rocher Palet, le bâtiment principal date de 1601, date mentionnée sur linteau fenêtre (1601 entourée du soleil et de la lune), écusson cheminée et poutre dans la pièce principale. Sur la façade arrière de ce bâtiment était présent à l'origine une tour avec escalier en vis, elle fut détruite dans les années 1930, sur la façade avant une porte cintrée avec mouluration en partie centrale. On peut signaler la présence d'un petit four accolé en pignon ouest. Propriété successive de Guyon Le Gaudiger (époux d'Anne de Crochenec) seigneurs de la Graffardière en 1513, de Guy du Feu en 1615, de Charles de la Porte (époux de Claude des Salles) en 1668 puis par succession à son fils René de la Porte en 1693, de Francois Monnerie en 1789 et aux de la Blanchardière seigneurs de l'Aubriais dans les années 1800.
- Le manoir du Plessix des Fossés. Il était à la famille Léziart en 1410 et au XVIIe siècle.
- Le manoir de la Duchaie. Propriété successive des familles Duchaye (en 1436 et 1553), Thommelier (en 1710), Geffrard, seigneurs du Bois-Cornillé (en 1747), qui l'unit à cette seigneurie en 1760.
- Le manoir de Langerie ou de l'Angerie. Propriété successive des familles Landais (en 1485), l'Espervier, seigneurs du Bois-Cornillé (vers 1513), l'Espinay (en 1570), Morel, sieurs du Tertre (en 1605), Ernault, sieurs de la Boisardière, Jameu (au XVIIIe siècle).
- Le manoir des Villechères
- Le manoir du Rocher Poîlane
- Ancien manoir de la Motte-Rouxel. Propriété successive des familles Saint-Germain (en 1492), Geffrard (en 1537), Guy et le Bret (en 1546), Han (en 1574), la Porte, seigneurs du Bois-Cornillé (en 1664), et des seigneurs du Bois-Cornillé jusqu'en 1789. On peut signaler également à l'origine la présence de la chapelle Saint-Gervais à proximité du manoir.
- Ancien manoir de la Cherbonnelaye. Propriété successive des familles Daville, seigneurs de la Normandaye (en 1553), Ravenel (en 1628), le Coq (en 1675), Jacquemine Thomelin, dame de la Vougerie (en 1701), Mlle du Chatelet (en 1787).
- Ancien manoir du Baril. Propriété successive des familles Montbourcher, seigneurs du Plessis-Pillet (en 1513), Rouan, seigneurs du Plessis-Pillet (vers 1564), la Porte, seigneurs du Bois-Cornilé (vers 1625), César de la Belinaye (vers 1627).
- Ancien manoir de la Boularderie. Sa chapelle est citée en 1680. Il était en 1652 à la famille Chevalier, sieurs de la Trotinée.
- Ancien manoir de la Chevalerie. Propriété de la famille de Lescoët au début du XVIe siècle, puis des Chanoines de Champeaux en 1789.
- Ancien manoir de Douillet. Propriété de la famille Vaucouleurs en 1513, puis de la famille Romelin en 1530 et 1553.
- Ancien manoir de Villanfray. Propriété successive des familles du Feu, de Vendel (en 1500), Léziart, André, Pichot, Charil (en 1653).

### Autres monuments
- Le monument aux morts érigé en 1922, situé sur la place de la mairie. Il inclut la statue La Victoire en chantant, réalisée par Charles Édouard Richefeu.

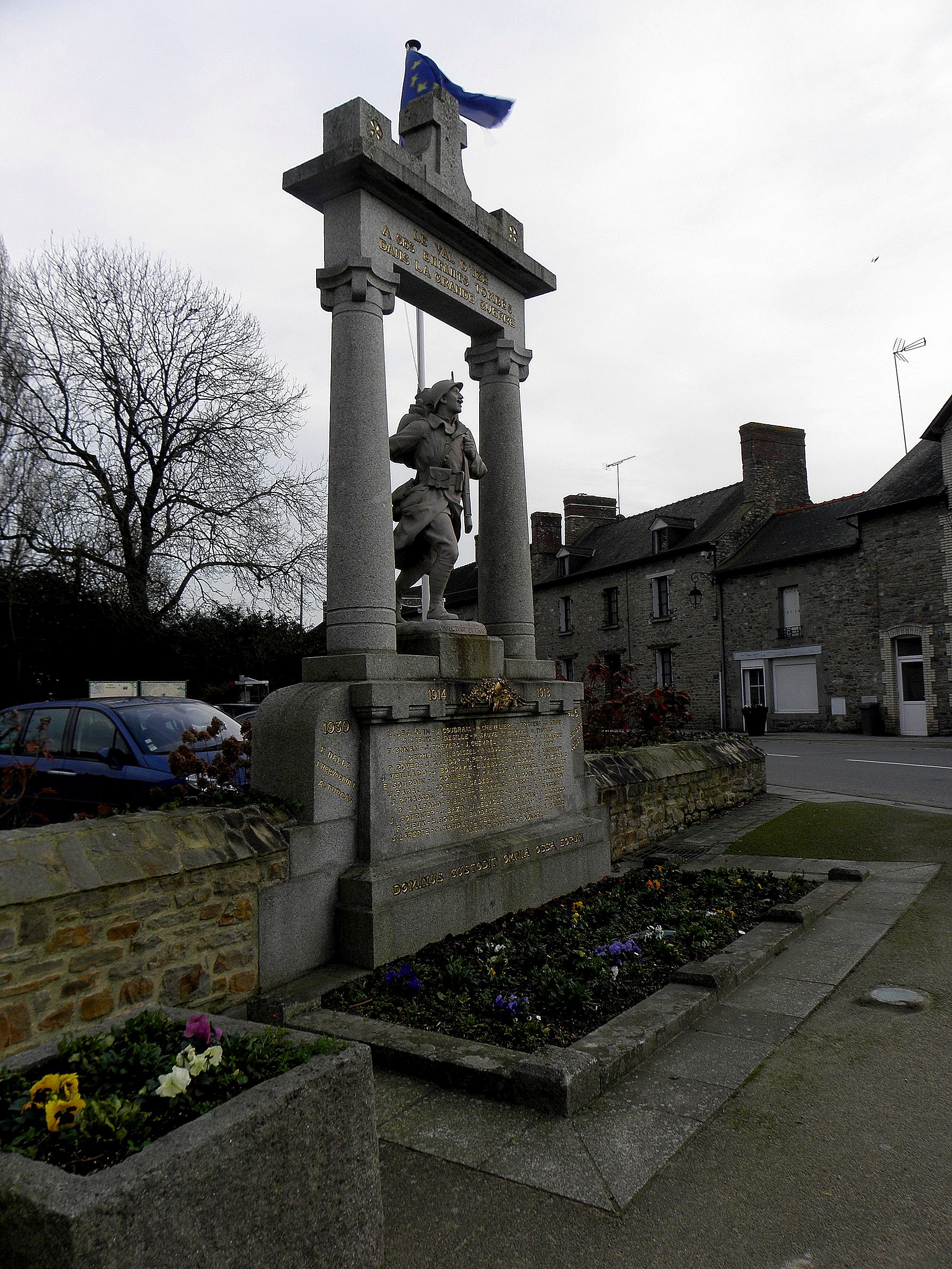
Monument aux morts.

- Demeure de Ville de Meaux du XVIIIe siècle, bâtiment principal avec toit à deux versants et toits à longs pans brisés sur les dépendances.
- Ancien presbytère de la Coutançais
- Le moulin à vent de la Petite Barbotais
- Ancienne usine de chaux de la Motte Saint-Gervais. En 1826, une autorisation accorde à Mme Goben et à son frère M. Berthois de la Bretonnière le droit de construire deux fours à chaux permanents, sur la métairie de la Motte Saint-Gervais, pour l'exploitation d'une carrière de pierre calcaire. En 1840, deux autres fours à chaux sont construits sur la partie nord de la lande d'Izé, pour M. Lecardinal de Kernier, copropriétaire de la lande d'Izé. En 1863, l'usine de chaux est dirigée par la société des Mines de Saint-Pierre-la-Cour (53). À cette date, M. Sammin, ingénieur gérant aux Mines de Saint-Pierre-la-Cour, précise que pour faciliter l'exploitation des carrières et des fours à chaux situés dans la commune d'Izé, il est obligé d'établir deux machines à vapeur destinées, l'une à l'épuisement des eaux, l'autre à monter les déblais et les pierres calcaires jusqu'au gueulard des fours à chaux. Ces machines sont établies au milieu des champs appartenant à la société des mines de Saint-Pierre-la-Cour. De source orale, treize ou quatorze fours à chaux ont été en activité sur ce site. La date de cessation d'activité est inconnue. Aujourd'hui, il ne subsiste que quelques vestiges de deux anciens fours enfouis dans la végétation, implantés sur les terrains de la ferme de la Motte Saint-Gervais. En 1859, mention d'une machine à vapeur à cylindre vertical, à deux bouilleurs, le tout timbré à cinq atmosphères, avec chaudière munie de deux soupapes de sûreté, d'un flotteur, d'un manomètre et d'un sifflet d'alarme. En 1863, M. Sammin utilise deux machines locomobiles tubulaires à foyer intérieur sans retour de flamme, munies de deux soupapes de sûreté, d'un niveau d'eau et de deux robinets indiquant la hauteur d'eau dans la chaudière : il s'agit de deux machines qui développent une puissance de 8 ch et dont les chaudières portent vingt tubes en cuivre et ont une capacité de 1058 l. Les chaudières sont timbrées pour une pression de six atmosphères. L'une des locomobiles remplace une ancienne machine fixe autorisée le 4 janvier 1860 et sert à l'extraction, tandis que la seconde est employée pour l'exhaure. Elles proviennent des ateliers de construction Roulfet, à Paris (75). De source orale, l'usine de chaux de la Motte Saint-Gervais aurait employé jusqu'à cent cinquante ouvriers.

## Activité et manifestations

### Associations
Le tissu associatif du Val-d'Izé compte environ une trentaine d'associations[réf. nécessaire]. Plusieurs activités sportives sont  proposées[réf. nécessaire].

### Équipements
- Centre culturel, maisons des associations, bibliothèque, trois terrains de football, une salle des sports, deux terrains de tennis, un plateau scolaire, un ball-trap avec fosse olympique.
- Des espaces verts et plus de 30 km de circuit de randonnée (pédestre, équestre, VTT, moto).

## Personnalités liées à la commune
- Pierre Landais (1430-1485), ancien trésorier de Bretagne et principal conseiller du duc François II de Bretagne, il était également propriétaire du château du Bois-Cornillé.
- Marquis Jacques Le Cardinal de Kernier (1862-1932), ancien député-maire de Val-d'Izé.
- Yann Bouëssel du Bourg (1924-1996), nationaliste breton, il résidait au château de la Haie d'Izé.
- Jean-François Geffrard de la Motte, comte de Sanois (1723-1799), né à Val-d'Izé.
- Urbain de Hercé (1861-1918) ancien député de la Mayenne, né à Val-d'Izé.
- Louis Garin (1888-1959), artiste peintre, décédé à Val-d'Izé.
- Charles Nicolas Croizé des Essarts (1755-1804) ancien député, né à Val-d'Izé.